# 26. Dezember
Der 26. Dezember ist der 360. Tag des gregorianischen Kalenders (der 361. in Schaltjahren), somit bleiben fünf Tage bis zum Jahresende. In vielen Ländern gilt der 26.12. als Zweiter Weihnachtsfeiertag, in Österreich (Stefanitag) und Teilen der Schweiz (Stephanstag) wird der Tag als Gedenktag des Märtyrers Stephanus gefeiert.

## Ereignisse

### Politik und Weltgeschehen
- 1351: Im Verlauf der Schweizer Habsburgerkriege siegen die Zürcher in der Schlacht bei Dättwil über die Habsburger und deren Verbündete.
- 1476: Der Herzog von Mailand, Galeazzo Maria Sforza, wird in der Mailänder Basilika Santo Stefano Maggiore von drei Adligen ermordet.
- 1620: Mit der Mayflower in Neuengland gelandete Pilgerväter gründen im heutigen Massachusetts die Siedlung Plymouth.
- 1776: In der Schlacht von Trenton erleiden die Engländer im Amerikanischen Unabhängigkeitskrieg eine bittere Niederlage durch die von George Washington geführten Einheiten, die dieser in der Nacht zuvor über den Delaware River geführt hat.
- 1802: Im Vertrag von Paris verständigen sich Frankreich und der deutsche Kaiser Franz II. konkret über im Frieden von Lunéville geplante Gebietsentschädigungen. Darin wird unter anderem dem Bruder des Kaisers, Großherzog Ferdinand III. von Toskana, zum Ausgleich für das verlorene Großherzogtum Toskana das bisherige Erzstift Salzburg als künftiges Kurfürstentum überlassen.

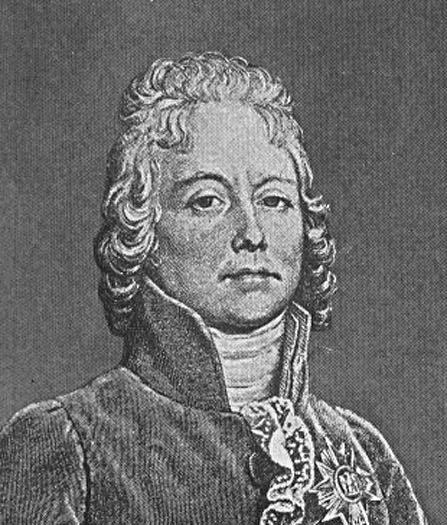
1805: Frankreichs Außenminister Talleyrand, Unterzeichner des Pressburger Friedens

- 1805: Der Pressburger Frieden nach der Schlacht von Austerlitz beendet den Dritten Koalitionskrieg. Das unterlegene Kaisertum Österreich muss schwere Gebietsverluste hinnehmen und Franz I. muss Napoleon Bonaparte als Kaiser der Franzosen anerkennen.
- 1806: Die Schlacht von Pultusk im Vierten Koalitionskrieg endet zwischen französischen und russisch-preußischen Truppen unentschieden.

1825: Dekabristenaufstand

- 1825: In Sankt Petersburg beginnt mit der Verweigerung des Eides auf den russischen Zaren Nikolaus I. der Aufstand der Dekabristen.
- 1836: Chile erklärt der Peruanisch-Bolivianischen Konföderation den Krieg. Es fühlt sich durch Pläne des bolivianischen Präsidenten Andrés de Santa Cruz bedroht, der mit dem Gedanken eines neuen Inkareiches liebäugelt. Argentinien schließt sich Chile am 19. Mai 1837 an und nimmt am Peruanisch-Bolivianischen Konföderationskrieg teil.
- 1862: In Mankato findet die bis heute größte Massenexekution in der Geschichte der USA statt. 38 zum Tode verurteilte Dakota-Krieger werden nach dem gescheiterten Sioux-Aufstand öffentlich gehängt.
- 1888: Mit dem Färöischen Weihnachtstreffen keimt die dortige Nationalbewegung auf. In der Geschichte der Färöer entsteht der Wunsch nach eigener Sprache und Unabhängigkeit von dänischer Herrschaft.
- 1905: Generaloberst Alfred von Schlieffen verfasst eine Denkschrift, die später als Schlieffen-Plan in die deutsche Militärgeschichte eingeht.
- 1925: Die türkische Nationalversammlung beschließt die Einführung des Gregorianischen Kalenders mit Wirkung ab 1. Januar 1926.
- 1933: In der Konvention von Montevideo verständigen sich 19 Staaten Amerikas auf die von den Vereinigten Staaten verkündete Politik der guten Nachbarschaft.

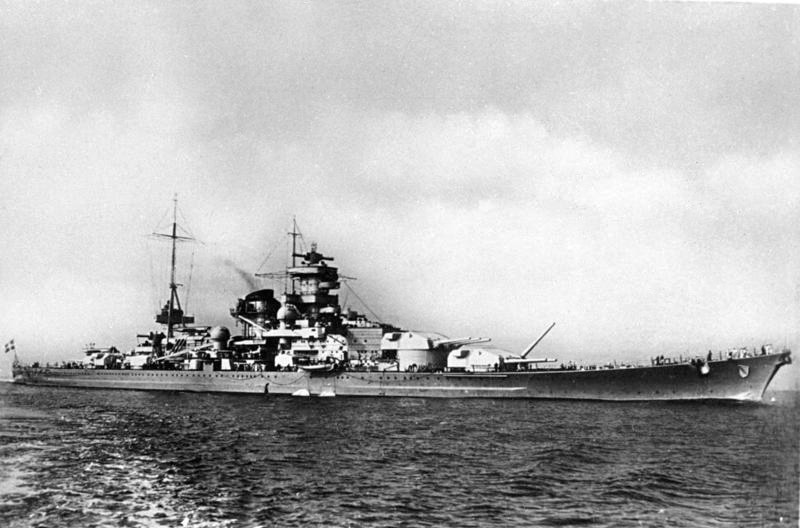
1943: Schlachtschiff Scharnhorst

- 1943: Das deutsche Schlachtschiff Scharnhorst wird im Zweiten Weltkrieg in einem Gefecht mit zwei britischen Kampfgruppen im Nordmeer vor Norwegen versenkt. Von der 1.968 Mann starken Besatzung überleben nur 36 Seeleute.
- 1947: Arabische Freischärler greifen einen Kindertransport der Kinder- und Jugend-Alijah in Castel im von der UNO eingerichteten israelischen Teil der Region Palästina an. Im Transport befinden sich als Begleiter prominente Zionisten, unter ihnen auch Golda Meir. Hans Beyth, Nachfolger von Henrietta Szold als Leiter der Kinder- und Jugend-Alijah seit Anfang 1945, wird im anschließenden Feuergefecht getötet.
- 1948: Der ungarische Kardinal József Mindszenty wird von den kommunistischen Machthabern unter dem Vorwurf der angeblichen Spionage verhaftet.
- 1991: Michail Gorbatschow tritt von seinem Amt als Staatspräsident der Sowjetunion zurück. Die Sowjetunion ist damit endgültig aufgelöst.
- 1991: Bei freien und geheimen Wahlen in Algerien erringt im ersten Wahlgang die Islamische Heilsfront (FIS) einen überwältigenden Sieg. Der zweite Wahlgang wird daraufhin abgesagt.
- 1994: Die französische Spezialeinheit Groupe d’intervention de la gendarmerie nationale (GIGN) beendet eine von vier Terroristen der Groupe Islamique Armé zwei Tage zuvor in Algier begonnene Flugzeugentführung auf dem Flughafen Marseille. Die vier Terroristen kommen dabei ums Leben. Außer vier von den Entführern erschossenen Passagieren kann die Spezialeinheit die anderen 171 Menschen und die Crew befreien.

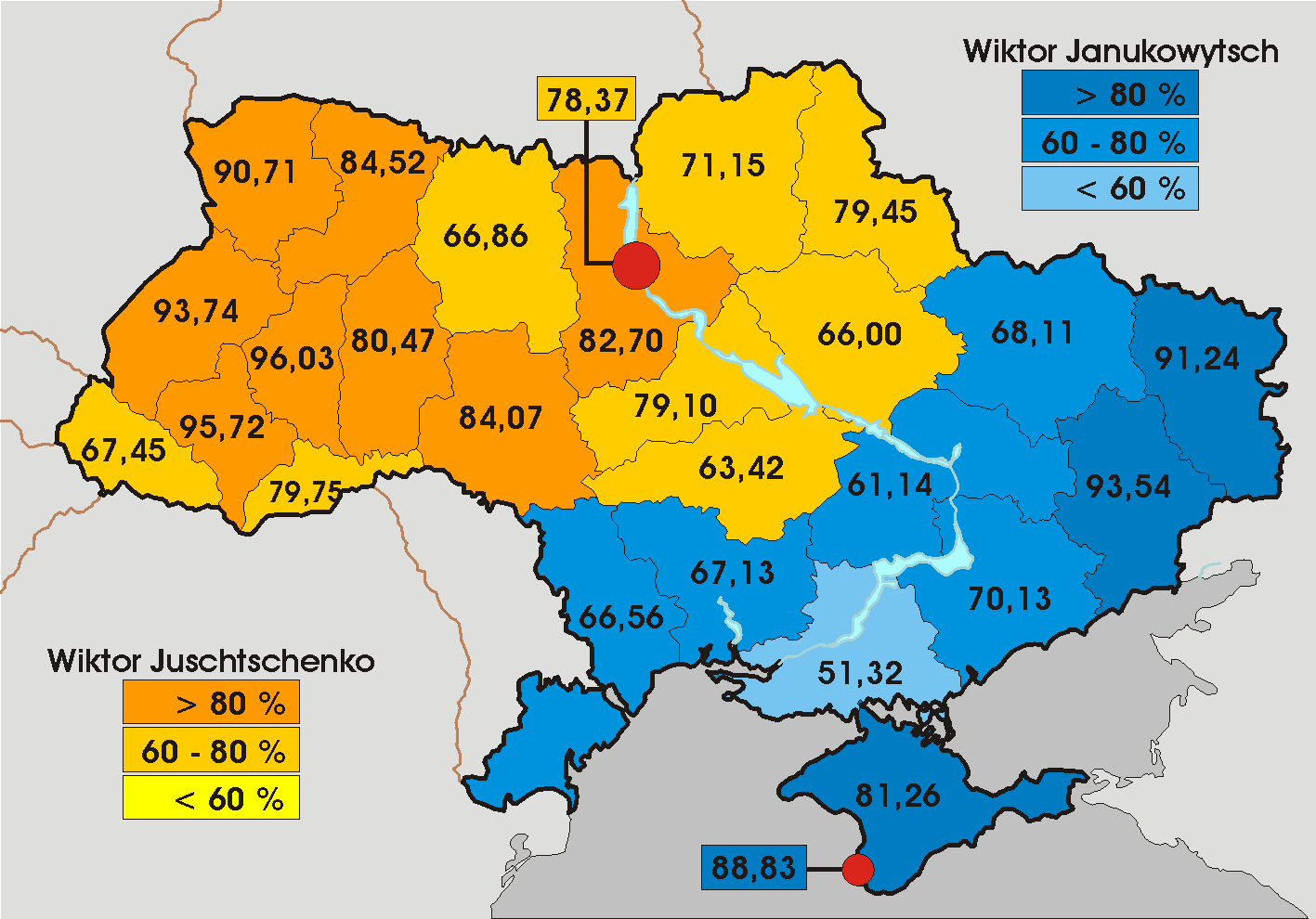
2004: Das Ergebnis der 2. Stichwahl nach Oblasten

- 2004: Die Wiederholung der Stichwahl der Präsidentschaftswahlen in der Ukraine verläuft im Großen und Ganzen fair. Wiktor Juschtschenko wird in der Folge zum Präsidenten der Ukraine gewählt.
- 2006: Die Berufungskommission des Sondertribunals im Irak bestätigt das Todesurteil gegen den früheren Diktator Saddam Hussein.

### Wirtschaft
- 1764: Die German Society of Pennsylvania wird gegründet. In ihren Anfangsjahren kümmert sie sich um Auswirkungen der Schuldknechtschaft deutscher Einwanderer.

1945: CFA-Franc-Zone (später geteilt)

- 1945: In mehreren französischen Kolonien in Afrika wird der CFA-Franc als Währung eingeführt.
- 1975: Die Sowjetunion setzt das Überschall-Verkehrsflugzeug Tupolew Tu-144 nunmehr regelmäßig im Frachtflugbetrieb zwischen Moskau und Almaty ein.

### Wissenschaft und Technik
- 1872: In Genua wird das Hydrographische Institut der italienischen Marine gegründet.
- 1898: Marie Curie und Gustave Bémont geben die am 21. Dezember erfolgte Entdeckung des chemischen Elements Radium bekannt.
- 1957: Der Schweizer Roland Kuhn entdeckt das erste synthetische Antidepressivum Imipramin.
- 2014: Die Schnellfahrstrecke Lanzhou–Xinjiang wird in China offiziell in Betrieb genommen.
- 2015: Das Gravitationswellenereignis GW151226 wird vom LIGO um 03:38 UTC detektiert. Es ist das zweite, direkt gemessene und wissenschaftlich bestätigte Signal einer Gravitationswelle.

### Kultur
- 1606: William Shakespeares Tragödie König Lear wird am englischen Hof uraufgeführt.
- 1662: In Paris wird die erste Vorstellung von Molières Die Schule der Frauen gegeben.
- 1717: In Mailand wird das Teatro Regio Ducale mit der Oper Constantino von Francesco Gasparini eröffnet.
- 1725: Die Uraufführung der Oper Il Siface von Nicola Antonio Porpora erfolgt am Teatro Regio Ducale in Mailand.
- 1734: In Leipzig wird die zweite Kantate des Weihnachtsoratoriums von Johann Sebastian Bach uraufgeführt.
- 1741: Die Oper Merope von Niccolò Jommelli wird zum Auftakt der Karnevalssaison in Venedig uraufgeführt.
- 1767: Die Oper Alceste von Christoph Willibald Gluck auf ein Libretto von Ranieri de’ Calzabigi wird in Wien uraufgeführt.
- 1770: Die Uraufführung seiner Oper Mitridate, re di Ponto wird von Wolfgang Amadeus Mozart im Teatro Regio Ducale dirigiert. Der Text stammt von Vittorio Amedeo Cigna-Santi nach dem Drama Mithridate von Jean Racine in der italienischen Übersetzung von Giuseppe Parini. Es schließen sich 22 weitere Aufführungen an, wonach das Werk erst wieder 1971 bei den Salzburger Festspielen aufgeführt werden wird.
- 1772: In Mailand wird Wolfgang Amadeus Mozarts Oper Lucio Silla uraufgeführt.

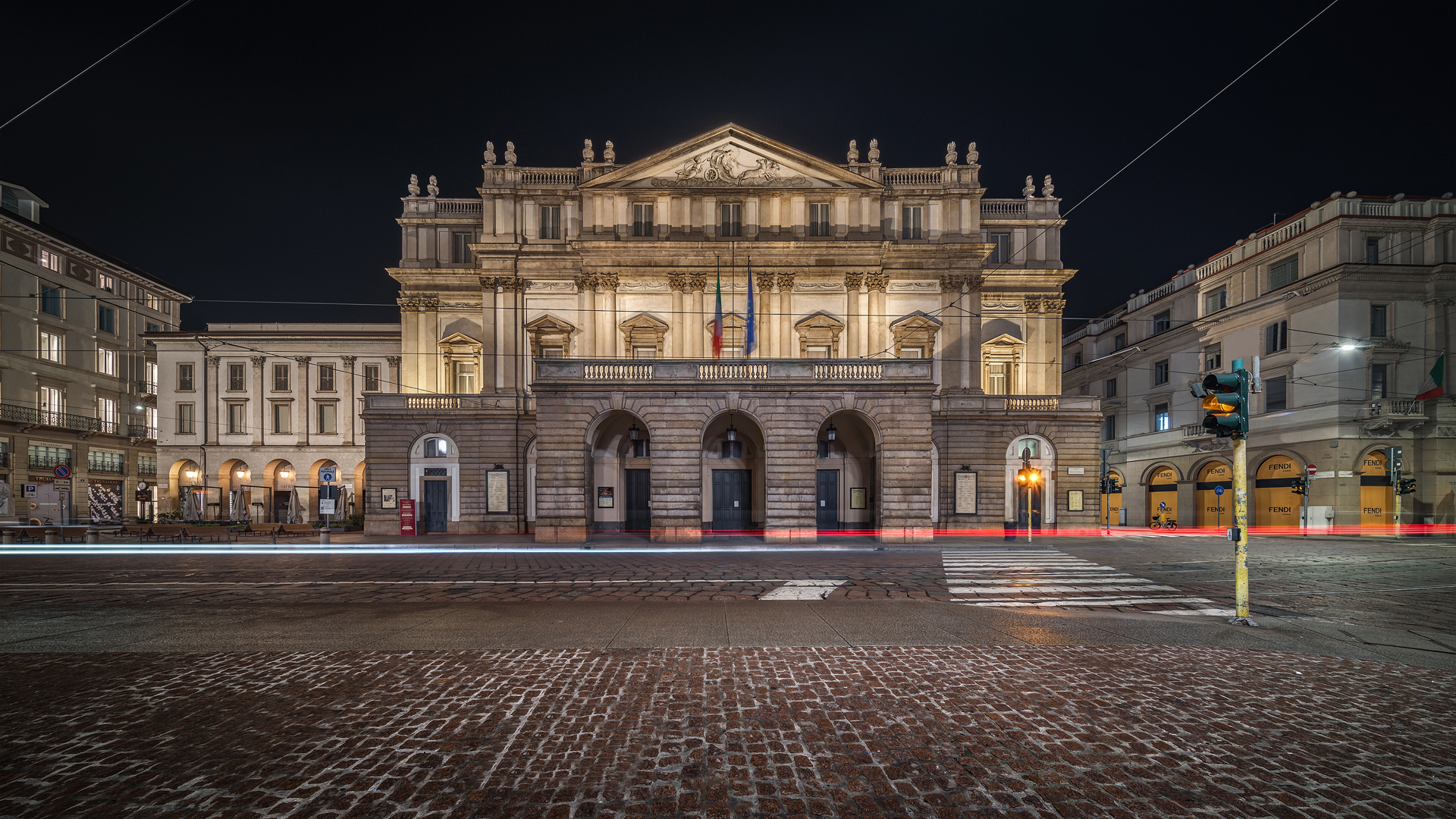
Mailänder Scala

- Am Teatro alla Scala in Mailand finden die Uraufführungen folgender Opern statt:
  - 1813: Aureliano in Palmira von Gioacchino Rossini.
  - 1819: Bianca e Falliero ossia Il consiglio dei tre (Bianca und Falliero oder Der Rat der drei) von Gioacchino Rossini.
  - 1831: Norma von Vincenzo Bellini mit dem Libretto von Felice Romani nach einem Drama von Louis Alexandre Soumet. Diese endet trotz der hervorragenden Besetzung mit Giuditta Pasta, Giulia Grisi, Domenico Donzelli und Vincenzo Negrini mit einem Fiasko.
  - 1833: Lucrezia Borgia von Gaetano Donizetti auf ein Libretto von Felice Romani.
  - 1841: Maria Padilla von Gaetano Donizetti mit einem Libretto von Felice Romani nach dem Drama Lucrèce Borgia von Victor Hugo.
- 1830: Am Teatro Carcano in Mailand wird die Oper Anna Bolena von Gaetano Donizetti uraufgeführt.
- 1837: Nach einem Brand im Vorjahr und dem Abschluss der Renovierungsarbeiten wird das Teatro La Fenice in Venedig mit der Uraufführung der Oper Rosmunda di Ravenna von Giuseppe Lillo durch Erzherzog Rainer wieder eröffnet. Der 26. Dezember ist traditionell ein Tag der Uraufführungen am Teatro La Fenice. Näheres siehe dort.
- 1877: In Sankt Petersburg wird das Gebäude des Circus Ciniselli eröffnet, der erste russische Steinbau für einen Zirkus.
- 1906: Die Uraufführung des Spielfilms The Story of the Kelly Gang (oft als der weltweit erste Langfilm bezeichnet) löst eine Kontroverse aus. Ihm wird die Glorifizierung von Kriminellen vorgeworfen.
- 1927: In den Münchner Neueste Nachrichten erscheint Hugo von Hofmannsthals Aufsatz Wert und Ehre deutscher Sprache. Mit seiner Klage über die Zerrissenheit der deutschen Nation und ihrer Sprache gehört das Werk ins Umfeld der großen Schrifttumsrede.
- 1930: In Dresden wird die Operette Der verlorene Walzer von Robert Stolz uraufgeführt.
- 1931: Das Musical Of Thee I Sing der Brüder George und Ira Gershwin sowie George Simon Kaufman und Morrie Ryskind wird am Music Box Theatre in New York City uraufgeführt. Die Polit-Satire wird als erstes Musical den Pulitzer-Preis erhalten.
- 1931: Der Spielfilm Mata Hari mit Greta Garbo in der Titelrolle wird in New York City erstmals gezeigt.
- 1944: Die Glasmenagerie, ein „Spiel der Erinnerung“ von Tennessee Williams, hat im Civic Theatre in Chicago seine Premiere. Das Stück bedeutet den künstlerischen Durchbruch des Autors.
- 1973: Der Film Der Exorzist kommt in den Vereinigten Staaten in die Kinos.

### Religion

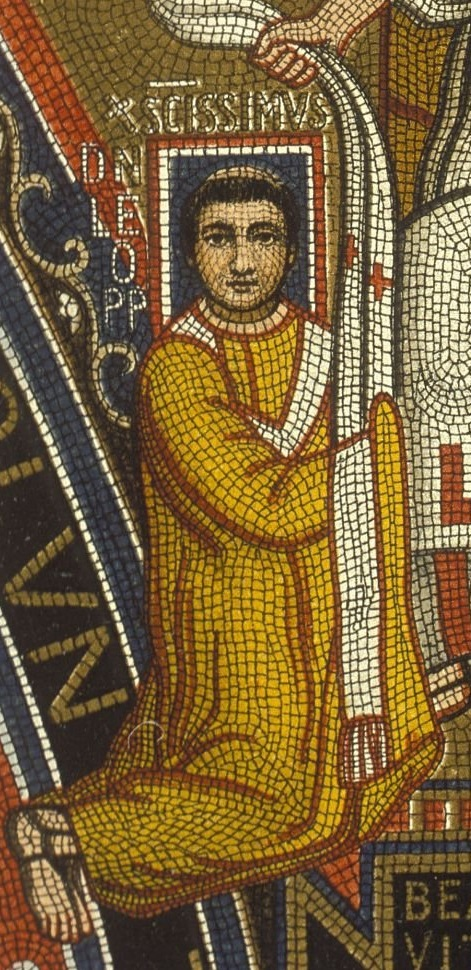
795: Leo III.

- 0795: Leo III. wird nach dem Tod seines Vorgängers Hadrian I. zum Papst gewählt.
- 1115: Adalbert I. von Saarbrücken wird Erzbischof von Mainz.
- 1950: In Rom wird das Heilige Jahr von Papst Pius XII. beendet.

### Katastrophen
- 0838: Eine Sturmflut an der Nordseeküste verursacht in Friesland etwa 2500 Tote, die Leybucht entsteht.
- 1811: In Richmond (Virginia) sterben beim bis dahin schlimmsten Theaterbrand in den USA 72 Menschen, unter ihnen Gouverneur George William Smith und der Präsident der Bank of Virginia, Abraham B. Venable.

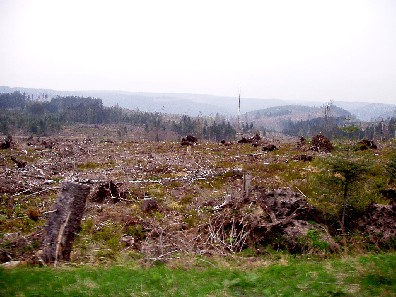
1999: Im Schwarzwald nach Lothar

- 1999: Der Orkan Lothar verwüstet mit über 200 km/h Teile Nord- und Westeuropas und kostet über 100 Menschenleben.
- 2003: Bei einem schweren Erdbeben der Stärke 6,6 bis 6,8 auf der MW in der iranischen Provinz Kerman im Südosten Irans, wird die Stadt Bam zum Großteil zerstört. Dabei kommen 30.000 bis 60.000 Menschen ums Leben.

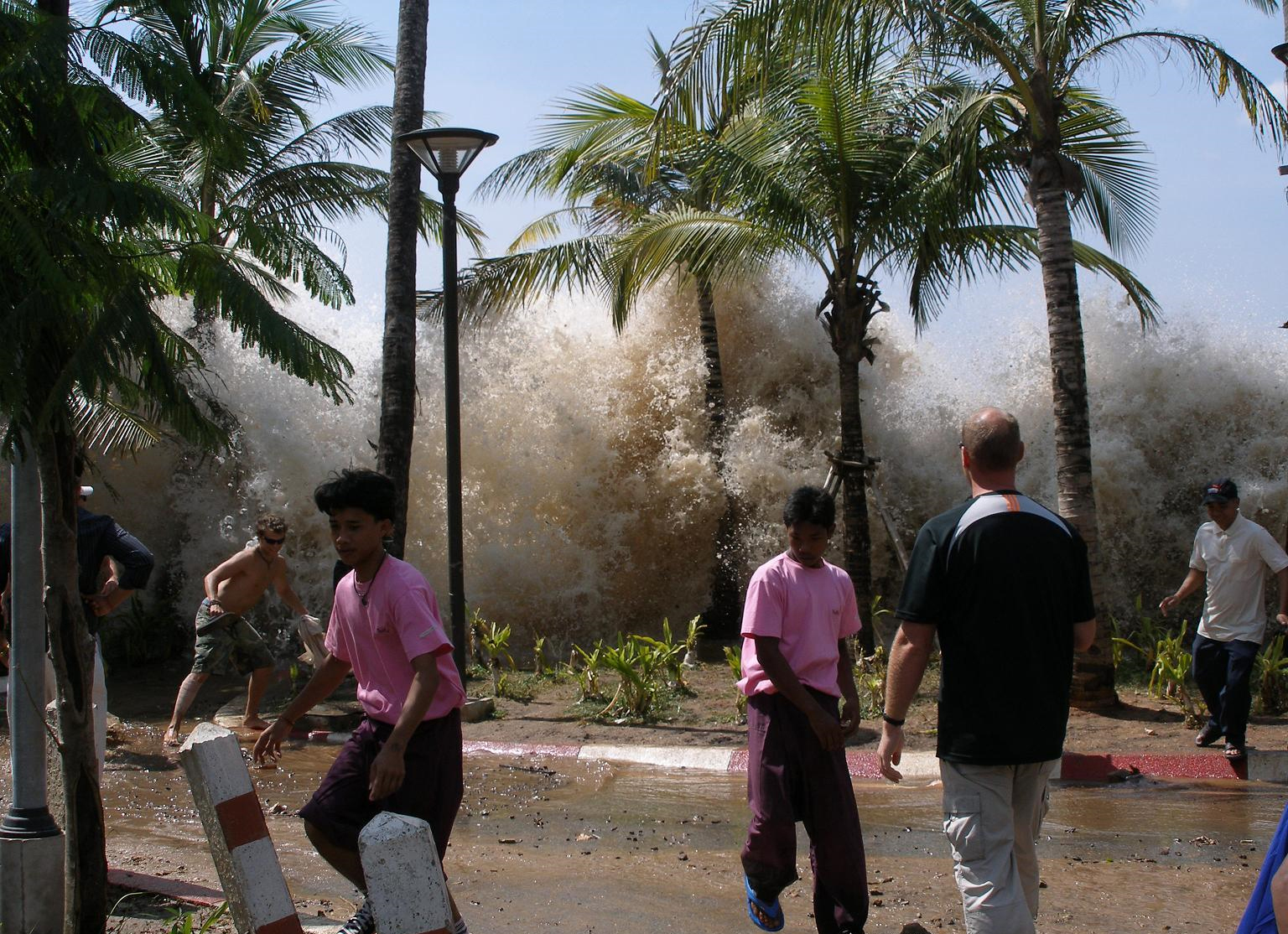
2004: Tsunami in Thailand

- 2004: Ein schweres Erdbeben im Indischen Ozean der Stärke 9,1 und die nachfolgenden Tsunamis verwüsten Dörfer und Städte an den umliegenden Küsten. Bei dem Unglück sterben ca. 231.000 Menschen, Millionen werden obdachlos. Der Tsunami verursacht mit dem Zugunglück von Peraliya auch das schwerste Zugunglück der Geschichte mit mutmaßlich etwa 1.700 Toten.
- 2006: Bei der Explosion einer lecken Erdöl-Pipeline in Nigeria kommen über hundert Menschen ums Leben.
- 2006: Das Hengchun-Erdbeben vor der Südküste Taiwans beschädigt mehrere Seekabel, wodurch die elektronische Datenkommunikation mehrerer ost- und südostasiatischer Länder erheblich beeinträchtigt wird.

Kleinere Unglücksfälle sind in den Unterartikeln von Katastrophe und in der Liste von Katastrophen aufgeführt.

### Sport
- 1908: Der US-Amerikaner Jack Johnson besiegt an der Rushcutter's Bay in Australien den Kanadier Tommy Burns und wird damit erster afro-amerikanischer Boxweltmeister im Schwergewicht.
- 1929: Der Fußballverein SCR Altach wird gegründet.
- 1978: Die erste Rallye Paris-Dakar wird in Paris gestartet.

Einträge von Leichtathletik-Weltrekorden befinden sich unter der jeweiligen Disziplin unter Leichtathletik.

## Geboren

### Vor dem 18. Jahrhundert

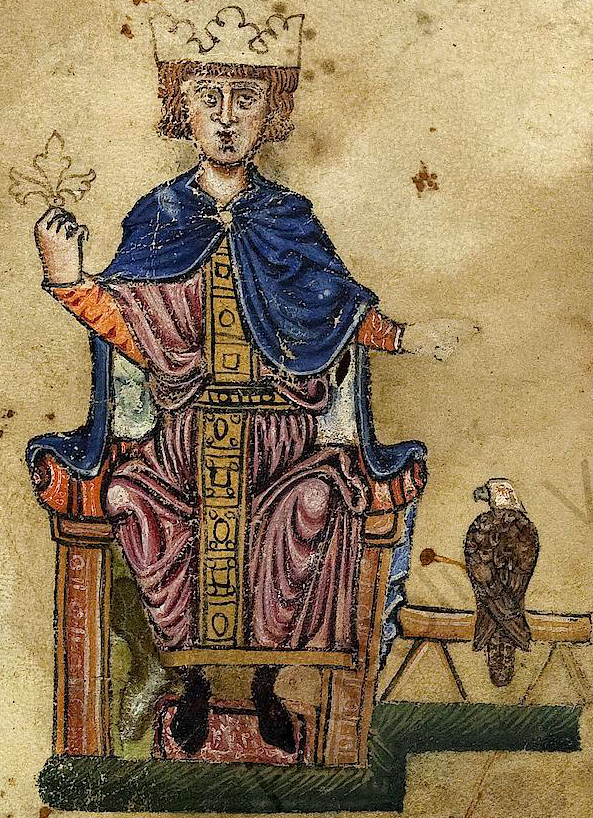
Friedrich II. (* 1194)

- 1194: Friedrich II., deutscher König und Kaiser des Heiligen Römischen Reiches
- 1249: Edmund, 2. Earl of Cornwall, englischer Magnat
- 1332: Stephan, Prinz von Ungarn-Kroatien sowie Statthalter von Transsylvanien, Slawonien, Dalmatien und Kroatien
- 1466: Ralph Shirley, englischer Esquire
- 1490: Friedrich Myconius, deutscher Prediger und Reformator
- 1532: Guilielmus Xylander, deutscher Gelehrter und Humanist
- 1536: Yi I, koreanischer Philosoph
- 1537: Albrecht, Graf von Nassau-Weilburg
- 1581: Philipp III., Landgraf von Hessen-Butzbach und Gelehrter

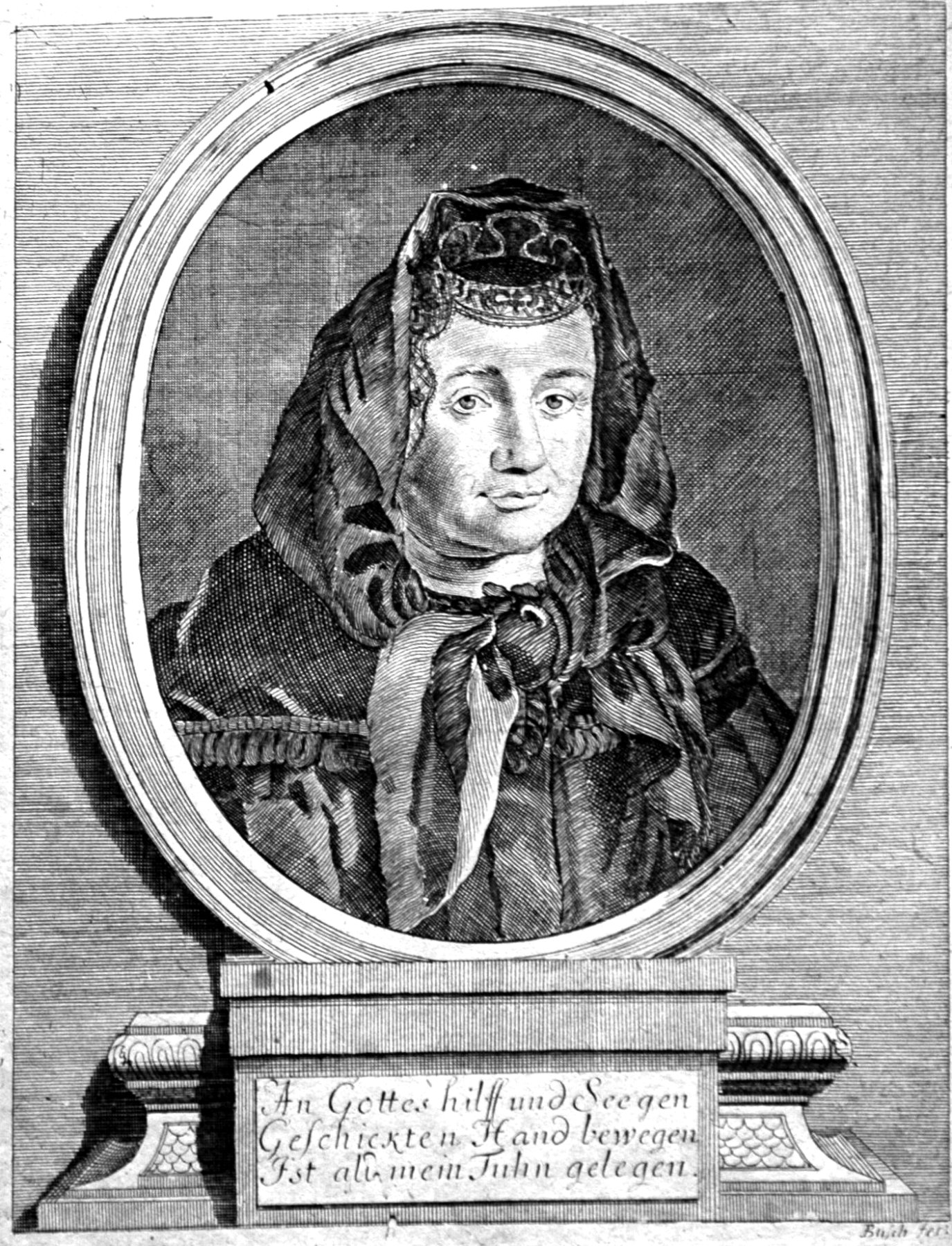
Justine Siegemund (* 1636)

- 1618: Elisabeth von der Pfalz, Äbtissin von Herford, Prinzessin, Philosophin und Autorin
- 1622: Cort Sivertsen Adeler, norwegischer Marineoffizier
- 1633: Ernest von Trautson, österreichischer Geistlicher, Fürstbischof von Wien
- 1636: Justine Siegemundin, deutsche Hebamme, Verfasserin des ersten deutschen Lehrbuchs für Hebammen
- 1640: Carl Rosier, belgisch-niederländischer Komponist und Violinist
- 1643: Ernest Alexandre Dominique d’Arenberg, Fürst von Chimay
- 1664: Johann Melchior Dinglinger, deutscher Hofgoldschmied bei August dem Starken von Sachsen
- 1673: Gustav Philipp Mörl, deutscher Geistlicher und Bibliothekar
- 1684: Johann Friedrich von Borries, kurhannoverischer Kanzleidirektor und Justizrat
- 1687: Johann Georg Pisendel, deutscher Barock-Violinvirtuose und Konzertmeister

### 18. Jahrhundert
- 1702: Christoph Friedrich von Rentzell, preußischer Generalleutnant
- 1716: Thomas Gray, britischer Dichter, Gelehrter und Briefe-Schreiber
- 1722: Giovanni Battista Visconti, italienischer Archäologe
- 1723: Teresa Albuzzi-Todeschini, italienische Opernsängerin
- 1733: Volkmar Daniel Spörl, deutscher evangelischer Theologe
- 1735: Florian Reichssiegel, österreichischer Schriftsteller
- 1736: Eiler Hagerup, norwegischer Jurist
- 1737: Friedrich Josias von Sachsen-Coburg-Saalfeld, österreichisch-kaiserlicher General und Feldmarschall
- 1738: Thomas Nelson, Gouverneur des Commonwealth of Virginia
- 1742: Ignaz von Born, österreichischer Mineraloge und Geologe und führender Kopf der Wiener Illuminaten
- 1751: Klemens Maria Hofbauer, österreichischer Priester, Prediger und Mitglied des Ordens der Redemptoristen, Stadtpatron Wiens
- 1756: Bernard Germain Lacépède, französischer erster Großkanzler des Ordens der Ehrenlegion
- 1759: Johann Georg von Dillis, deutscher Maler
- 1762: Johann Gaudenz von Salis-Seewis, Schweizer Dichter
- 1762: Franz Wilhelm Tausch, deutscher Klarinettenvirtuose und Komponist
- 1769: Ernst Moritz Arndt, deutscher Dichter
- 1771: Heinrich Joseph von Collin, deutscher Schriftsteller
- 1772: Friederike Julie Lisiewska, deutsche Porträtmalerin
- 1774: Ferdinand Oechsle, deutscher Erfinder der Mostwaage
- 1775: Anton Carl Ludwig von Tabouillot, französisch-deutscher Gutsbesitzer, preußischer Hauptmann und Bürgermeister
- 1776: Christian Friedrich Brendel, deutscher Bergbauingenieur
- 1777: Ludwig II., Großherzog von Hessen-Darmstadt
- 1778: Sophie Eleonore Friederike von Schleswig-Holstein-Sonderburg-Augustenburg, dänisch-deutsche Miniaturmalerin
- 1780: Mary Somerville, schottische Astronomin, Mathematikerin und Wissenschaftsautorin
- 1785: Laurent Clerc, französischer Gehörlosenpädagoge
- 1791: Charles Babbage, britischer Erfinder und Mathematiker
- 1794ː Luise von Schierstedt, deutsche Äbtissin des evangelischen Damenstifts Kloster Stift zum Heiligengrabe
- 1795: William Drummond Stewart, britischer Offizier und Abenteurer
- 1797: Hans Skramstad, norwegischer Komponist und Pianist (Taufdatum)
- 1800: Gustav Wilhelm Teschner, deutscher Komponist

### 19. Jahrhundert

#### 1801–1850
- 1801: Adolf Ignaz Mautner von Markhof, österreichischer Industrieller
- 1803: Friedrich Reinhold Kreutzwald, estnischer Schriftsteller und Arzt
- 1806: Karl Ernst Georges, deutscher Altphilologe, Lehrer und Lexikograf
- 1812: Wilhelm Valentin Volckmar, deutscher Orgelvirtuose und Komponist
- 1816: Johann Classen-Kappelmann, deutscher Unternehmer und Kommunalpolitiker

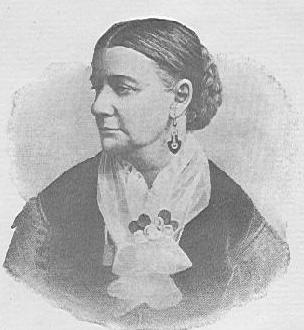
Eden Southworth (* 1819)

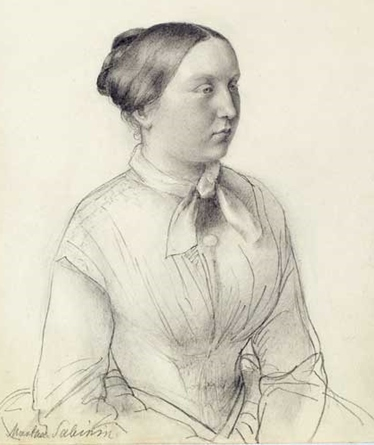
Martha von Sabinin (* 1831)

- 1818: Moritz Baumert, deutscher Mediziner und Chemiker
- 1818: Auguste Turrettini, Schweizer Altphilologe und Politiker
- 1819: Hermann Blumenau, deutscher Apotheker
- 1819ː E. D. E. N. Southworth, US-amerikanische Schriftstellerin
- 1822: Otto Rethel, deutscher Maler
- 1824: Paul Botten-Hansen, norwegischer Literaturkritiker und Bibliothekar
- 1825: Felix Hoppe-Seyler, deutscher Chemiker und Physiologe
- 1826: William Clayton Anderson, US-amerikanischer Politiker, Mitglied des Repräsentantenhauses
- 1827: Arthur Gustav Kulenkamp, Bürgermeister in Lübeck
- 1828: Josef Wiedemann, österreichischer Militärkapellmeister und Komponist
- 1831: Martha von Sabinin, russische Komponistin und Pianistin
- 1836ː Karoline Gräfin Hunyady, ungarische Adelige, Hofdame bei Kaiserin Elisabeth von Österreich-Ungarn
- 1837: George Dewey, US-amerikanischer Marineoffizier, einziger Admiral of the Navy
- 1837: Carl Heinrich Rappard, Schweizer Missionar
- 1838: Clemens Winkler, deutscher Chemiker
- 1841: Anton Abt, deutscher Theologe und Erzähler
- 1844: Katharina Zitelmann, deutsche Schriftstellerin
- 1848: Friedrich von Bezold, deutscher Historiker

#### 1851–1900

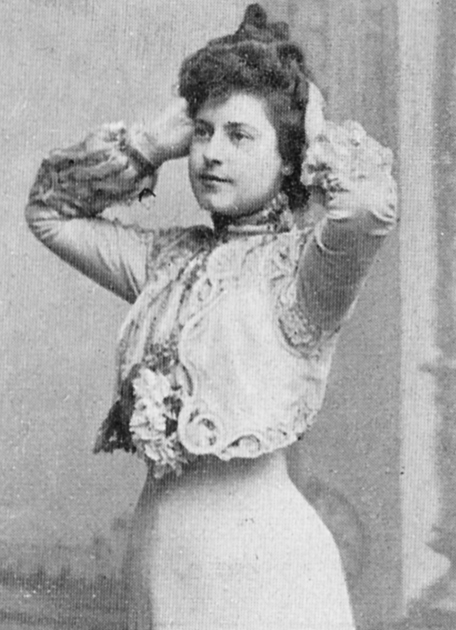
Rosa Albach-Retty (* 1874)

- 1851: Melchior Treub, niederländischer Botaniker
- 1853: René Bazin, französischer Schriftsteller und Professor der Rechte
- 1853: Wilhelm Dörpfeld, deutscher Architekt und Archäologe
- 1853: Jane Sutherland, australische Landschaftsmalerin
- 1855: Arnold Mendelssohn, deutscher Komponist
- 1856: John Harper Long, US-amerikanischer Chemiker
- 1857: Berthe Art, belgische Malerin
- 1859: Johan Frans van Bemmelen, niederländischer Paläontologe und Zoologe
- 1860: Félix José de Augusta, deutscher Chirurg, Missionar und Sprachwissenschaftler
- 1861: Friedrich Engel, deutscher Mathematiker
- 1861: Ludolf Krehl, deutscher Mediziner
- 1861: Emil Wiechert, deutscher Geophysiker
- 1865: Ludwig Ascher, deutscher Sozialhygieniker
- 1867: Alfred Huggenberger, Schweizer Dichter
- 1867: Julien Benda, französischer Philosoph und Schriftsteller
- 1870: Frank Stephen Meighen, kanadischer Offizier und Kunstmäzen
- 1874: Rosa Albach-Retty, österreichische Schauspielerin
- 1874: Norman Angell, britischer Schriftsteller und Publizist, Friedensnobelpreisträger

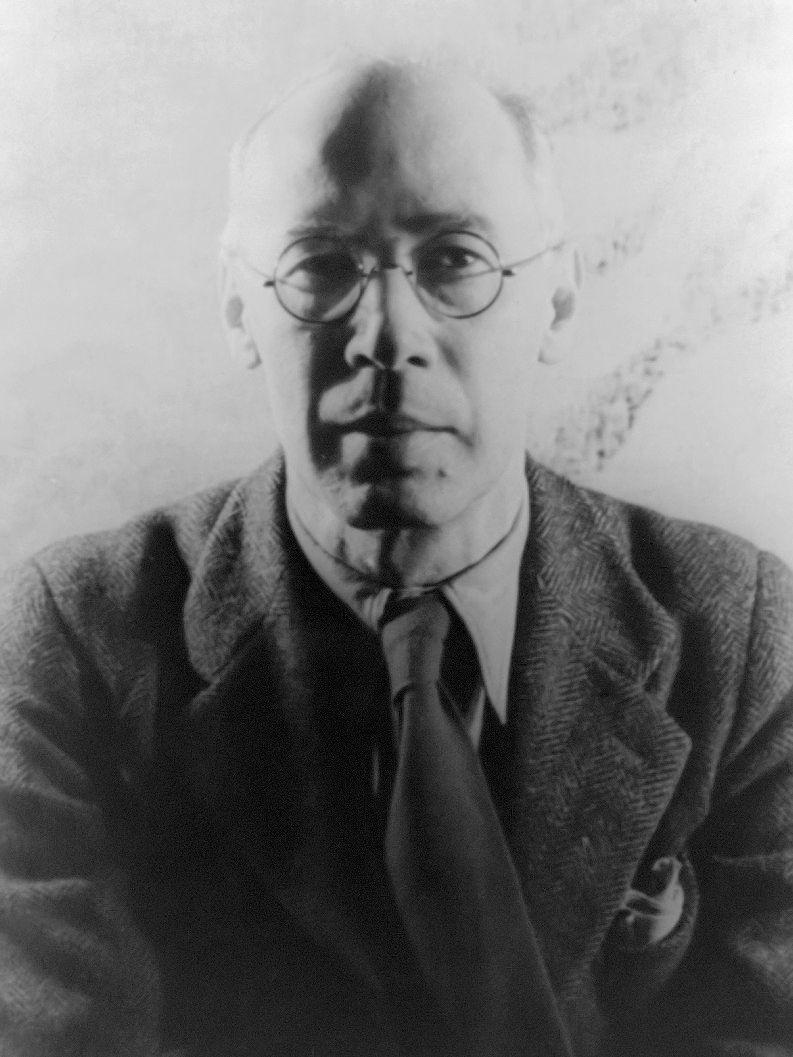
Henry Miller (* 1891)

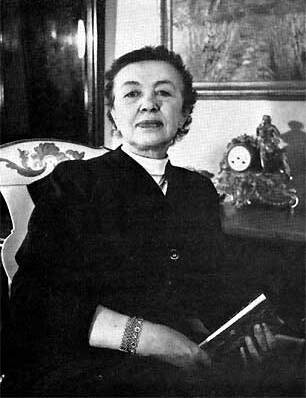
Stina Aronson (* 1892)

- 1874: Léon Rothier, französischer Sänger (Bass)
- 1874: Rose Stoppel, deutsche Professorin für Botanik
- 1879: Armen Tigranjan, armenischer Komponist
- 1879: Julius Weismann, deutscher Komponist
- 1880: Elton Mayo, US-amerikanischer Betriebssoziologe, Initiator der Hawthorne-Experimente
- 1883: Carl Ahues, deutscher Schachspieler
- 1883: Maurice Utrillo, französischer Maler
- 1886: Gyula Gömbös, ungarischer General und Politiker, Ministerpräsident
- 1887: Pierre Kamel Medawar, israelischer Bischof
- 1889: Franz Stephan Griese, deutscher Geistlicher, Kirchenkritiker und Philologe
- 1889: Wladimir Sokoloff, russischer Filmschauspieler
- 1890: Heinrich Landrock, deutscher Ruderer
- 1891: Henry Miller, US-amerikanischer Schriftsteller
- 1892: Stina Aronson, schwedische Schriftstellerin
- 1892: Franz Schuster, österreichischer Architekt
- 1893: Elisabet van Randenborgh, deutsche Schriftstellerin
- 1893: Mao Zedong, chinesischer Revolutionär und Politiker, Staatspräsident
- 1893: Jauhen Zikozki, belarussischer Komponist
- 1895: Marcelle Kraemer-Bach, französische Rechtsanwältin und Feministin
- 1897: Géza von Bolváry, ungarischer Schauspieler, Drehbuchautor und Regisseur
- 1897: Willy Max Rademacher, deutscher Politiker, MdL, MdB, MdEP
- 1898: Ernst Fraenkel, deutscher Politikwissenschaftler
- 1899: Paul Arnsberg, deutsch Historiker, Journalist, Schriftsteller und Verleger
- 1900: Lucien Gagnier, kanadischer Flötist
- 1900: Inagaki Taruho, japanischer Schriftsteller

### 20. Jahrhundert

#### 1901–1925

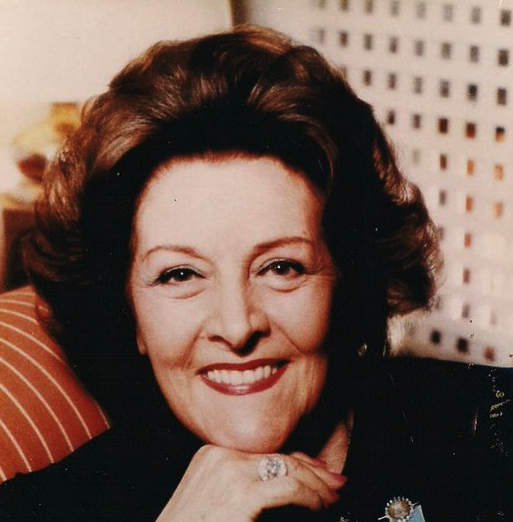
Imperio Argentina (* 1906)

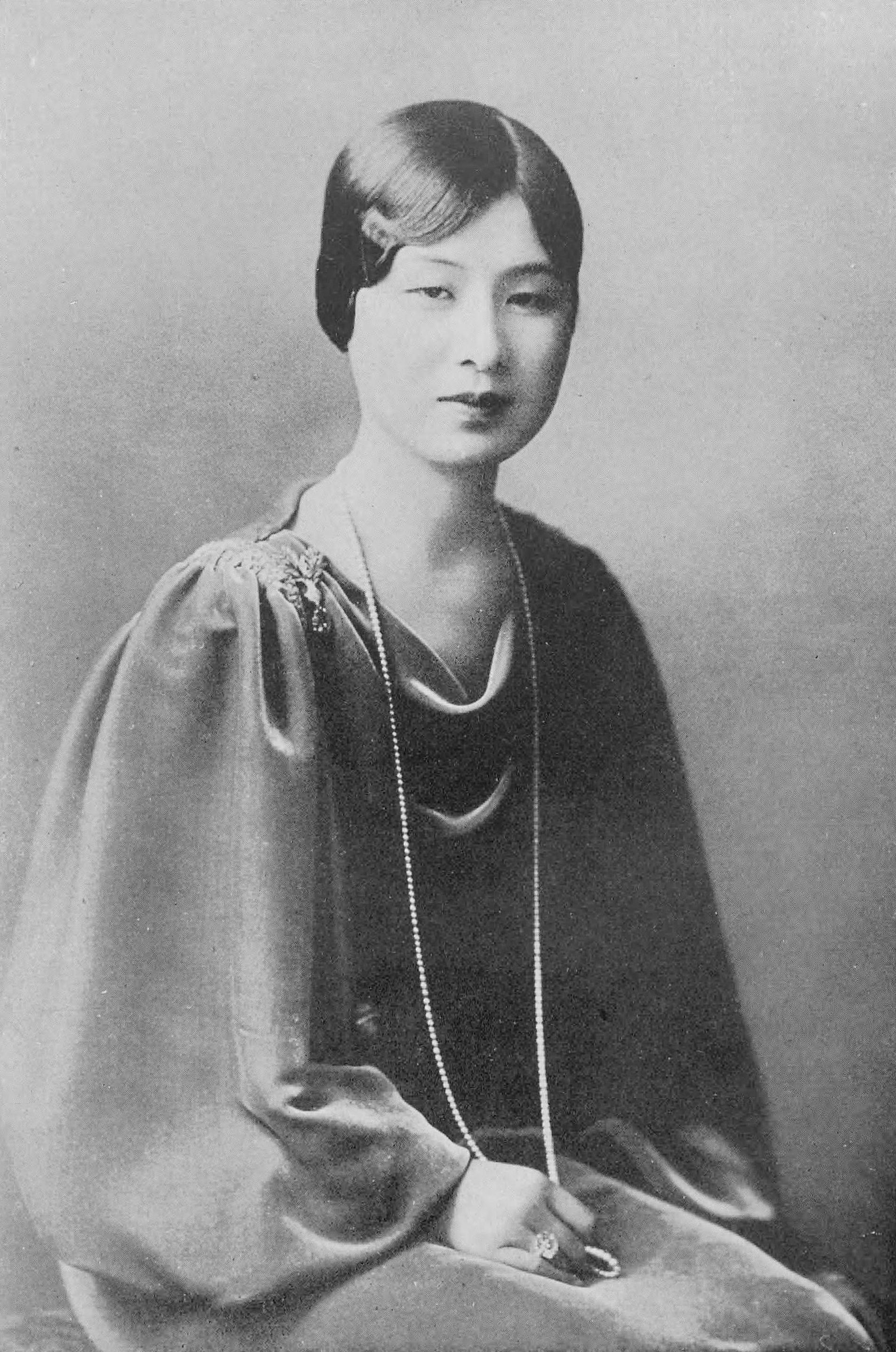
Princess Takamatsu Kikuko (* 1911)

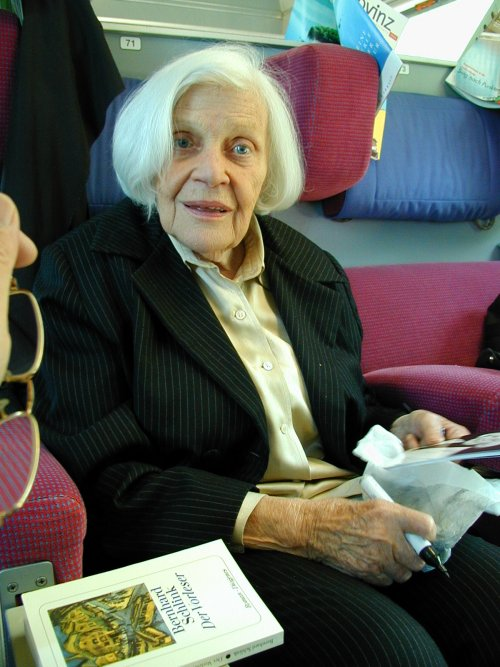
Annemarie Wendl (* 1914)

- 1903: Richard Dennis Oliver Austin, britischer Dirigent
- 1903: Robert Vandivier, US-amerikanischer Basketballspieler
- 1903: Lancelot Bosanquet, britischer Mathematiker
- 1904: Alejo Carpentier, kubanischer Schriftsteller und Diplomat
- 1905: Anfilogino Guarisi, brasilianisch-italienischer Fußballspieler
- 1905: Mario Varglien, italienischer Fußballspieler und -trainer, Weltmeister
- 1906: Imperio Argentina, spanische Sängerin und Filmschauspielerin
- 1906: Gordon H. Scherer, US-amerikanischer Politiker, Mitglied des Repräsentantenhauses
- 1907: Kornel Schimpl, tschechoslowakischer Dirigent, Musikpädagoge und Komponist
- 1909: Oldřich Nejedlý, tschechoslowakischer Fußballspieler
- 1909: Herbert Rittlinger, deutscher Abenteurer und Autor
- 1909: Louis van Lint, belgischer Maler
- 1910: Helene Heymann, deutsche KPD-nahe Widerstandskämpferin im Nationalsozialismus
- 1911: Ludwig Kraus, deutscher Ingenieur
- 1911: Takamatsu, japanische Prinzessin
- 1912: Luis Fontés, britischer Automobilrennfahrer und Flieger
- 1912: Johnny Friedlaender, deutscher Grafiker und Radierer, Wegbereiter der modernen Farbradierung
- 1914: Murlidhar Devidas Amte, indischer Menschenrechtler
- 1914: Gil Duggan, US-amerikanischer American-Football-Spieler
- 1914: Annemarie Wendl, deutsche Schauspielerin
- 1914: Richard Widmark, US-amerikanischer Schauspieler
- 1916: Helmut Eder, österreichischer Komponist
- 1916: Rüdiger Proske, deutscher Fernsehjournalist
- 1917: Joe Osmanski, US-amerikanischer American-Football-Spieler
- 1917: Rose Mary Woods, US-amerikanische Sekretärin von Richard Nixon
- 1918: Ntsu Mokhehle, lesothischer Politiker, Premierminister
- 1921: Steve Allen, US-amerikanischer Komiker und Musiker
- 1921: Dietrich Andernacht, deutscher Historiker und Archivar
- 1921ː Jacqueline Berenstein-Wavre, Schweizer Lehrerin, Grossrätin und Frauenrechtlerin
- 1921: Thomas von Randow, deutscher Mathematiker, Wissenschaftsredakteur und Buchautor
- 1922: Octave Landuyt, belgischer Bildhauer und Maler
- 1923: Richard Artschwager, US-amerikanischer Objektkünstler, Maler, Grafiker und Bildhauer
- 1923: Channa Gildoni, deutsch-israelische Überlebende des Holocaust
- 1924: János Aczél, ungarisch-kanadischer Mathematiker
- 1924: Eli Cohen, israelischer Spion
- 1924: Glenn Davis, US-amerikanischer American-Football-Spieler
- 1924: Hans Fräbel, deutscher Motorradrennfahrer
- 1925: Georg Buschner, deutscher Fußballspieler und -trainer

#### 1926–1950
- 1926: Marija Georgiewa Atanassowa, bulgarische Pilotin
- 1926: Hans Otto Bäumer, deutscher Jurist, Gewerkschafter und Politiker, Richter am Bundesarbeitsgericht, MdL, Regierungspräsident von Düsseldorf, Landesminister
- 1926: Gina Pellón, kubanische Künstlerin
- 1927: Vasile Arvinte, rumänischer Romanist und Rumänist
- 1927: Harro Heuser, deutscher Mathematiker
- 1927: Denis Quilley, britischer Schauspieler und Sänger
- 1927: Ingo Schubert, deutscher Arzt, Hochschullehrer und Politiker
- 1928: Martin Cooper, amerikanischer Elektroingenieur, Erfinder des Mobiltelefons
- 1928: Dália Sammer, portugiesische Turnerin
- 1929: Monty Budwig, US-amerikanischer Jazzbassist
- 1929: Karl-Hans Laermann, deutscher Politiker, MdB, Bundesminister
- 1931: Roger Piantoni, französischer Fußballspieler
- 1932: Maximilian Aichern, österreichischer Geistlicher, Bischof von Linz
- 1932: Claude Dubois, belgischer Automobilrennfahrer
- 1932: Ingo von Münch, deutscher Jurist, Publizist und Politiker, MdHB
- 1933: Maurizio Arena, italienischer Schauspieler
- 1933: Billy Bean, US-amerikanischer Jazz-Gitarrist
- 1933ː Sophie Rieger, deutsche Architektin und Politikerin (Bündnis 90/Die Grünen), Mitglied des bayrischen Landtags
- 1933: Joe Rosenblatt, kanadischer Dichter, Schriftsteller und Maler
- 1935: William Brack, kanadischer Automobilrennfahrer
- 1935: Gnassingbé Eyadéma, togoischer Politiker, Staatspräsident
- 1935: Moisés Solana, mexikanischer Automobilrennfahrer
- 1935: Chris Wallasch, deutscher Komponist, Musikproduzent und Moderator
- 1936: Trevor Taylor, britischer Automobilrennfahrer
- 1937: Franz Buchrieser, österreichischer Schauspieler
- 1937: John Horton Conway, englischer Mathematiker
- 1937: Regina Fleck, deutsche Bildhauerin
- 1937: Rainer Offergeld, deutscher Politiker, MdB, Bundesminister
- 1938: José Luis Alcaine, spanischer Kameramann
- 1938: Hein Bruehl, deutscher Hörspielautor und -regisseur
- 1938: Judy Feld Carr, kanadische Musikwissenschaftlerin und Fluchthelferin
- 1938: Eberhard Gwinner, deutscher Ornithologe und Verhaltensforscher
- 1939: Paul Nabil El-Sayah, libanesischer Geistlicher
- 1939: Igor Akindinowitsch Fomin, russischer theoretischer Festkörperphysiker
- 1939: Ken Howard, britischer Popmusik-Autor
- 1939: Rainer Malkowski, deutscher Schriftsteller
- 1939: Lynn Morley Martin, US-amerikanische Politikerin, Mitglied des Repräsentantenhauses, Ministerin
- 1939: Richard Rickelmann, deutscher Journalist
- 1939: Phil Spector, US-amerikanischer Musikproduzent, Sänger und Songschreiber
- 1940: Ludger Edelkötter, deutscher Komponist und Verleger
- 1940: Edward C. Prescott, US-amerikanischer Ökonom, Nobelpreisträger
- 1941: Klaus-Michael Bonsack, deutscher Rennrodler, Olympiasieger
- 1941: Keyvan Dahesch, iranisch-deutscher Journalist
- 1941: Rattlesnake Annie, US-amerikanische Country-Sängerin
- 1941: Daniel Schmid, Schweizer Filmregisseur
- 1942: Gray Davis, US-amerikanischer Politiker, Gouverneur von Kalifornien
- 1942: Doug Hammond, US-amerikanischer Jazzmusiker
- 1942: Antonio Juliano, italienischer Fußballspieler
- 1942: Rainer Wirtz, deutscher Historiker und Hochschullehrer
- 1943: Richard Schröder, deutscher Philosoph, Theologe und Politiker, MdB
- 1943: Galsan Tschinag, mongolischer Stammesfürst der Tuwiner, deutschsprachiger Schriftsteller
- 1944: Reinhold Bachler, österreichischer Skispringer
- 1944: Julie Garwood, US-amerikanische Autorin
- 1944: Susanne Juhnke, deutsche Schauspielerin
- 1945: David R. Holsinger, US-amerikanischer Komponist und Musikpädagoge
- 1946: Artur Brausewetter, deutscher Pfarrer und Schriftsteller von etwa 50 Romanen
- 1946: Bruno Gehrig, Schweizer Manager
- 1946: Joseph Sifakis, griechisch-französischer Informatiker

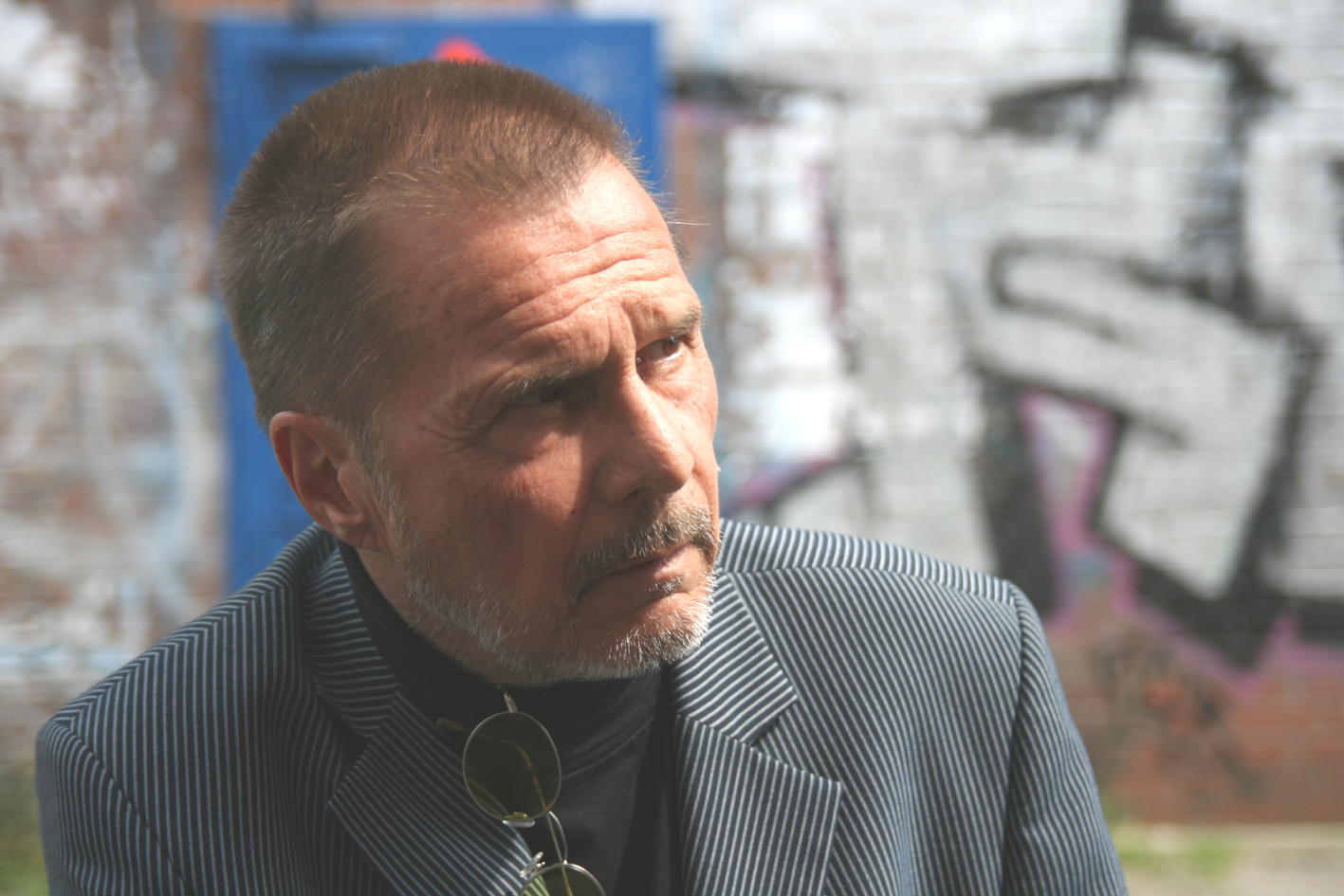
Uli Stein (* 1946)

- 1946: Uli Stein, deutscher Cartoonist
- 1947: Peter Sattmann, deutscher Schauspieler
- 1948: Carlos Álvarez, argentinischer Politiker, Vizepräsident
- 1948: Lolita de la Colina, mexikanische Singer-Songwriterin
- 1948: Heinz Werner Kraehkamp, deutscher Schauspieler
- 1949: Karola Hattop, deutsche Film- und Fernsehregisseurin
- 1949: Radmila Lazić, serbische Schriftstellerin
- 1949: Keiji Matsumoto, japanischer Automobilrennfahrer
- 1949: José Ramos-Horta, osttimoresischer Politiker, Premierminister, Staatspräsident, Nobelpreisträger
- 1949: Heinz Rothe, deutscher Fußballschiedsrichter
- 1949: Suly Röthlisberger, Schweizer Schauspielerin
- 1950: Raja Pervez Ashraf, pakistanischer Politiker, Minister, Premierminister

#### 1951–1975
- 1951: John Scofield, US-amerikanischer Jazz-Gitarrist und Komponist
- 1952: Alexander Ankwab, abchasischer Politiker, Präsident, Premierminister
- 1952: André-Michel Schub, US-amerikanischer Pianist und Musikpädagoge
- 1953: Leonel Fernández, dominikanischer Jurist und Politiker, Staatspräsident
- 1953: Sepp Dürr, deutscher Landwirt und Politiker, MdL
- 1953: Hans-Rüdiger Groß, deutscher Radsportler
- 1953: Elfriede Harrer-Friesenbichler, österreichische Gewerkschafterin und Politikerin, LAbg

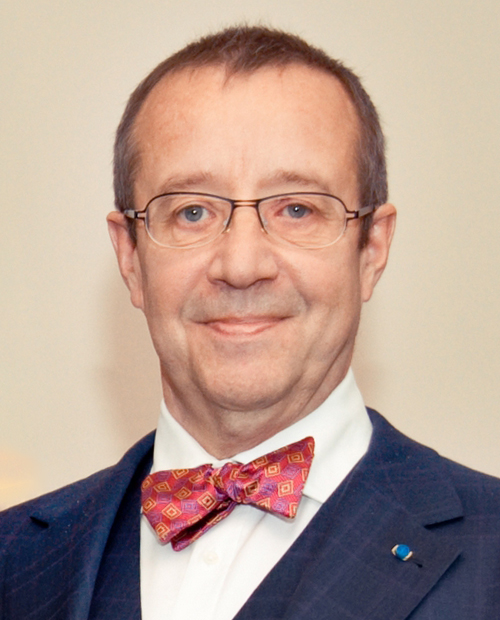
Toomas Hendrik Ilves (* 1953)

- 1953: Toomas Hendrik Ilves, estnischer Politiker, Staatspräsident
- 1953: Regine Schulz, deutsche Ägyptologin
- 1953: Dieter Waltke, deutscher Handballspieler
- 1954: Ulrich Koehler, deutscher Politiker
- 1954: Susan Butcher, US-amerikanische Hundetrainerin
- 1954: David Shep, kanadischer Automobilrennfahrer
- 1955: Evan Bayh, US-amerikanischer Politiker, Gouverneur von Indiana, Senator
- 1955: Bettina Hagedorn, deutsche Politikerin, MdB
- 1955: Ulrich Meyer, deutscher Fernsehmoderator und Produzent
- 1956: Christian Bieniek, deutscher Schriftsteller und Kinderbuchautor
- 1956: Hans Brinkmann, deutscher Schriftsteller
- 1956: Holger Hiller, deutscher Musiker
- 1956: Jürgen Nabrotzki, deutscher Fußballspieler
- 1956: David Sedaris, US-amerikanischer Schriftsteller und Journalist
- 1957: Barbara Höll, deutsche Politikerin, MdB
- 1958: Jean-Marc Aveline, französischer Erzbischof und Kardinal
- 1959: Susanne Dahlke-Piel, deutsche Juristin
- 1959: Ferdinand Mack, deutscher Kickboxer und Bundestrainer
- 1959: Hans Nielsen, dänischer Speedwayfahrer
- 1959: Wolfgang Rolff, deutscher Fußballspieler und -trainer
- 1960: Ruud Kaiser, niederländischer Fußballspieler und -trainer
- 1960: Mutter Meera, indische Mystikerin
- 1960: Thomas Minder, Schweizer Unternehmer und Politiker
- 1961: Jörg Schüttauf, deutscher Schauspieler
- 1961: Tahnee Welch, US-amerikanische Schauspielerin
- 1963: Linda Keough, britische Sprinterin
- 1963: Lars Ulrich, dänischer Schlagzeuger (Metallica)
- 1964: Absalon, israelischer Installationskünstler, Videokünstler und Bildhauer
- 1964ː Jewgenija Wladimirowna Dobrowolskaja, russische Schauspielerin
- 1964: Lydia de Vega, philippinische Leichtathletin
- 1964: Ulf S. Graupner, deutscher Comiczeichner
- 1964: Anthony Peaks, US-amerikanischen Hip-Hop-Musikers
- 1964: Giuseppe Puliè, italienischer Skilangläufer, Olympiamedaillengewinner
- 1964: Ian Wilson, nordirisch-britischer Komponist
- 1965: Mani Beckmann, deutscher Schriftsteller

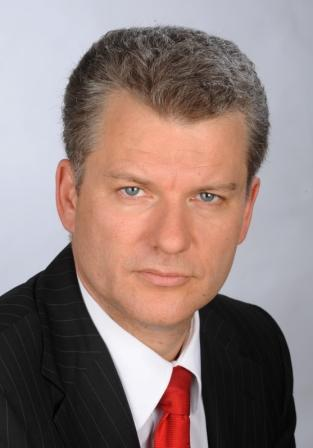
Peter Stefan Herbst (* 1965)

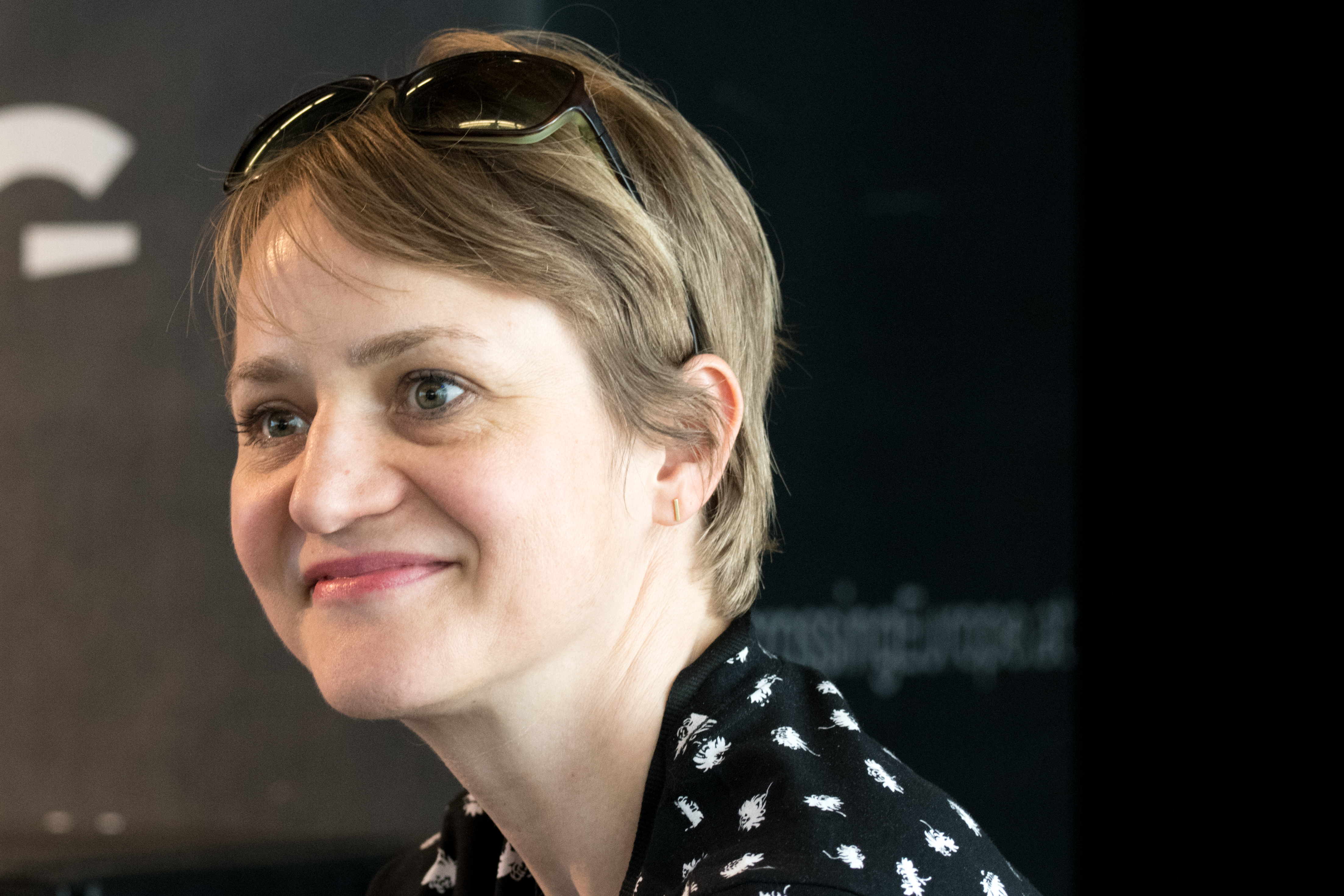
Katharina Copony (* 1972)

- 1965: Peter Stefan Herbst, deutscher Journalist
- 1965: Kathleen Nord, deutsche Schwimmerin
- 1966: Jay Farrar, US-amerikanischer Songwriter
- 1966: Stephen Janetzko, deutscher Kinderliedermacher
- 1967: Takkyu Ishino, japanischer Technoproduzent und DJ
- 1968: Aleksandar Knežević, bosnischer Handballspieler und -trainer
- 1968: Haluk Levent, türkischer Sänger
- 1969: Heike Aumüller, deutsche Künstlerin und Musikerin
- 1969: Shayla LaVeaux, US-amerikanische Pornodarstellerin und -produzentin
- 1969: Thomas Linke, deutscher Fußballspieler
- 1969: Meredith Michaels-Beerbaum, deutsche Springreiterin
- 1971: Cécile Bois, französische Schauspielerin
- 1971: Jared Leto, US-amerikanischer Schauspieler
- 1971: Mika Nurmela, finnischer Fußballspieler
- 1971: Tatiana Sorokko, russisch-US-amerikanisches Model
- 1972: Ralf Adam, deutscher Jurist und Richter am Bundesfinanzhof
- 1972ː Katharina Copony, österreichische Filmemacherin
- 1973: Sam Dominique Abouo, ivorischer Fußballspieler
- 1974: Tony Brackens, US-amerikanischer American-Football-Spieler
- 1974: Julia Koschitz, österreichische Schauspielerin
- 1975: Barbara Kraus, österreichische Physikerin
- 1975: Marcelo Ríos, chilenischer Tennisspieler
- 1975: María Vasco, spanische Leichtathletin, Olympiamedaillengewinnerin

#### 1976–2000
- 1976: Andrea Absolonová, tschechische Turmspringerin
- 1976: Renzo Blumenthal, Mister Schweiz 2005
- 1976: Janina Prawalinskaja-Karoltschyk, belarussische Leichtathletin, Olympiasiegerin
- 1977: Fatih Akyel, türkischer Fußballspieler
- 1977: Angela Ascher, deutsche Schauspielerin
- 1977: Kai Gehring, deutscher Politiker, MdB
- 1979: Mark Cueto, englischer Rugbyspieler
- 1979: Henry Onwuzuruike, nigerianischer Fußballspieler
- 1981: Ilia Kandelaki, georgischer Fußballspieler
- 1981: Johannes Oerding, deutscher Sänger
- 1981: Shu-Aib Walters, südafrikanischer Fußballspieler
- 1982: Bas Sibum, niederländischer Fußballspieler
- 1982: Aksel Lund Svindal, norwegischer Skirennläufer
- 1984: Kati Droste, deutsche Automobilrennfahrerin
- 1984: Julia Jelinek, österreichische Schauspielerin

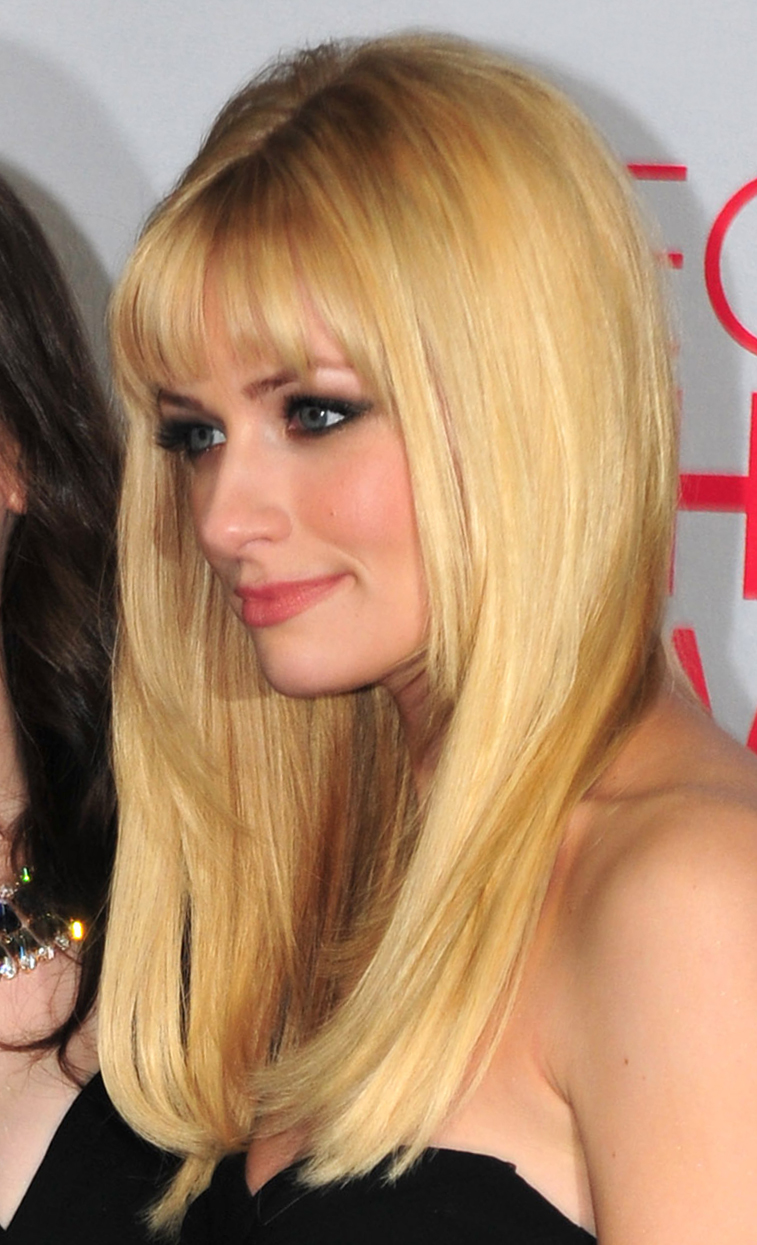
Beth Behrs (* 1985)

- 1985: Beth Behrs, US-amerikanische Schauspielerin
- 1985: Chris Carpenter, US-amerikanischer Baseballspieler
- 1985: Charline Hartmann, deutsche Fußballspielerin
- 1985: Marija Jovanović, montenegrinische Handballspielerin
- 1985: Christoph Schechinger, deutscher Schauspieler
- 1986: Kit Harington, britischer Schauspieler
- 1986: Hugo Lloris, französischer Fußballspieler
- 1987: Carolina Eyck, deutsche Thereminspielerin
- 1987: Michail Kukuschkin, kasachischer Tennisspieler
- 1987: Corey Vanular, kanadischer Freestyle-Skier
- 1989: Pa Modou Jagne, gambischer Fußballspieler
- 1990: Andy Biersack, US-amerikanischer Sänger
- 1990: Aaron Ramsey, walisischer Fußballspieler
- 1990: Lance Voorjans, niederländischer Fußballspieler
- 1991: Eden Sher, US-amerikanische Schauspielerin
- 1992: Wang Hao, chinesische Wasserspringerin, Olympiasiegerin
- 1993: Espen Bjørnstad, norwegischer Nordischer Kombinierer, Weltmeister
- 1993: Florian Gruber, deutscher Kitesurf-Weltmeister
- 1994: Samantha Boscarino, US-amerikanische Schauspielerin
- 1994: Luisa Hartema, deutsches Topmodel
- 1995: Sarah Vollath, deutsche Politikerin (Die Linke), seit 2025 Abgeordnete im Deutschen Bundestag
- 1996: Frederik Schandorff, dänischer Automobilrennfahrer
- 1997: Lisa-Marie Koroll, deutsche Schauspielerin

### 21. Jahrhundert
- 2001: Marit van Ede, niederländische Handballspielerin

## Gestorben

### Vor dem 17. Jahrhundert
- 0268: Dionysius, Bischof von Rom
- 0418: Zosimus, Bischof von Rom
- 1124: Dedo IV., Graf von Wettin
- 1163: Ulrich I. von Dürrmenz, Bischof von Speyer und Reichskanzler unter Kaiser Friedrich I.
- 1176: Irimbert von Admont, Abt
- 1182: Adalram von Waldeck österreichischer Adeliger, Gründer des Stiftes Seckau
- 1238: Alexander Stavensby, englischer Geistlicher, Theologe und Diplomat
- 1302: Waldemar, König von Schweden
- 1360: Thomas Holland, 1. Earl of Kent, englischer Adeliger
- 1413: Michele Steno, 63. Doge von Venedig
- 1416: Eleonore von Aragon, Regentin von Zypern
- 1441: Niccolò III. d’Este, italienischer Adliger, Markgraf von Ferrara, Modena und Reggio
- 1458: Arthur III., Connétable von Frankreich und Herzog von Bretagne
- 1476: Galeazzo Maria Sforza, Herzog von Mailand
- 1530: Babur, Gründer des Mogulreiches
- 1574: Charles de Lorraine-Guise, französischer Kardinal und Diplomat
- 1598: Neidhardt von Thüngen, Fürstbischof von Bamberg

### 17. und 18. Jahrhundert
- 1615: August, Verweser des Bistums Naumburg
- 1624: Simon Marius, deutscher Astronom
- 1634: Wilhelm Schmuck, deutscher Rechtswissenschaftler
- 1646: Henri II. de Bourbon, Fürst von Condé
- 1652: Johann Angelius Werdenhagen, deutscher Philosoph und Diplomat
- 1666: Alexandrine von Taxis, Generalpostmeisterin der Kaiserlichen Reichspost und Generalpostmeisterin in den Spanischen Niederlande
- 1677: Bernhard Gustav von Baden-Durlach, Kardinal und Fürstabt von Fulda und Kempten
- 1698: Wolfgang Julius von Hohenlohe-Neuenstein, letzter Graf von Hohenlohe-Neuenstein und Generalfeldmarschall
- 1700: Franz Bernhard Rodde, Lübecker Kaufmann und Ratsherr
- 1703: Johann Christoph Sturm, deutscher Astronom und Mathematiker
- 1709: Johann Philipp Bendeler, deutscher Organist und Orgeltheoretiker
- 1709: Justus Philipp Meyenberg, deutscher evangelischer Theologe
- 1711: Çorlulu Ali Pascha, Großwesir des Osmanischen Reiches
- 1718: Rudolph Wilhelm Krause der Jüngere, deutscher Mediziner
- 1725: Jan František Beckovský, böhmisch-tschechischer Schriftsteller, Historiker, Übersetzer und Priester des Malteserordens
- 1727: Baltasar de Zúñiga y Guzmán, spanischer Adeliger und Kolonialverwalter, Vizekönig von Navarra, Sardinien und Neuspanien
- 1731: Antoine Houdar de la Motte, französischer Dramatiker
- 1731: Johann Ernst Kregel von Sternbach, Leipziger Handelsherr, Ratsherr und Baumeister
- 1732: Giacomo Amato, italienischer Architekt
- 1733: Paul Ignaz Bayer, böhmischer Architekt und Baumeister
- 1740: Moritz Ludwig II. von Nassau-LaLecq, Reichsgraf von Nassau-LaLecq, Herr von Beverweerd und Lek
- 1742: Johann Adolph von Brühl, kursächsischer Stallmeister und Kammerherr
- 1747: Christian Löber, deutscher evangelischer Geistlicher
- 1751: Girolamo Nicolò Laurenti, italienischer Violinist und Komponist
- 1759: Ivan Jelínek, böhmischer Benediktinerpater, Organist, Lautenist und Komponist
- 1762: Petrus Frans Theunissen, Priester im Deutschen Orden
- 1764: Ismael Mengs, sächsischer Miniatur- und Emaillemaler
- 1771: Claude Adrien Helvétius, französischer Philosoph
- 1777: Ricardo Wall, irischstämmiger Offizier, Diplomat und Politiker in spanischen Diensten
- 1778: Pedro de Cevallos, spanischer Politiker, Militär und erster Vizekönig des Río de la Plata
- 1782: Wilhelm Anton von der Asseburg, niedersächsischer Adeliger
- 1785: Ignatz Anton von Weiser, Dramatiker, Mundartdichter und Bürgermeister von Salzburg

### 19. Jahrhundert
- 1814: Nicolas François Guillard, französischer Librettist
- 1820: Joseph Fouché französischer Politiker, Minister
- 1825: Friedrich Johann Christoph Cleemann, deutscher evangelischer Geistlicher und Privatgelehrter
- 1830: Heinrich August Ehregott Typke deutscher evangelischer Theologe
- 1831: Wilhelm Ludwig Steinbrenner, deutscher evangelischer Theologe
- 1832: Matthäus Conrad, Schweizer Pfarrer
- 1835: Joseph Sonnleithner, österreichischer Librettist, Theaterleiter und Archivar
- 1837: Martinus van Marum, niederländischer Arzt, Naturforscher, Chemiker und Wissenschaftler
- 1838: Franciszek Lessel, polnischer Komponist
- 1838: Philippe-Antoine Merlin, französischer Politiker, Mitglied des Direktoriums
- 1848: Johann Paul Pöhlmann, deutscher evangelischer Geistlicher und Pädagoge
- 1854: Johann Conrad Fischer, Schweizer Metallurge und Begründer der Georg Fischer AG
- 1856: Jakob Friedrich Binder, Erster Bürgermeister der Stadt Nürnberg

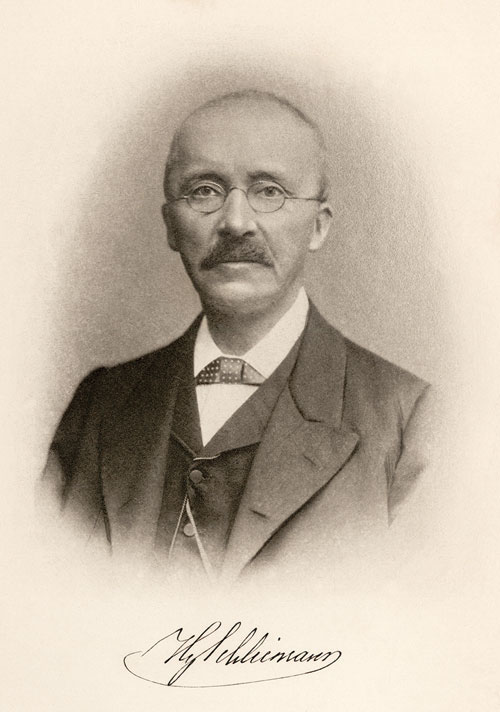
Heinrich Schliemann († 1890)

- 1867: József Kossics, slowenischer Schriftsteller, Dichter, Sprachforscher, Historiker, Volkskundeforscher und katholischer Priester
- 1869: Jean Léonard Marie Poiseuille, französischer Mediziner und Physiker (Gesetz von Hagen-Poiseuille)
- 1875: Emilio Praga, italienischer Maler, Schriftsteller und Librettist
- 1876: Friedrich Avé-Lallemant, deutscher Theologe und Bibliothekar
- 1876: Eduard Mohr, deutscher Afrikaforscher
- 1878: Auguste Auspitz-Kolár, österreichisch-böhmische Pianistin und Komponistin

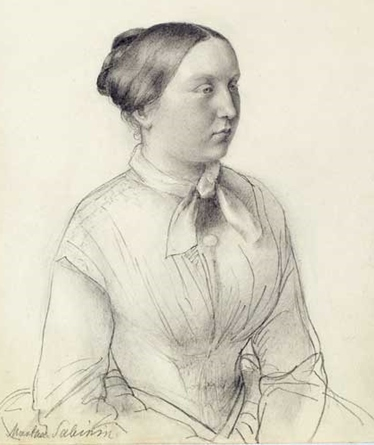
Martha von Sabinin († 1892)

- 1878: Georgine Schubert, deutsche Schauspielerin und Sängerin
- 1879: Jakob Imobersteg, Schweizer evangelischer Geistlicher, Heimatforscher und Dialektologe
- 1882: Henri Le Secq, französischer Fotograf
- 1886: Theodor Oppolzer, österreichischer Astronom
- 1890ː Vicenta María López y Vicuña, spanische Ordensgründerin und Heilige der katholischen Kirche
- 1890: Heinrich Schliemann, deutscher Kaufmann, Pionier der Feldarchäologie
- 1892: Angelo Somazzi, Schweizer Politiker und Journalist
- 1892ː Martha von Sabinin, russische Komponistin und Pianistin
- 1896: Anton Leopold Herrmann, rumäniendeutscher Komponist und Kirchenmusiker
- 1900: Jules Rivière, französischer Geiger, Fagottist, Dirigent und Komponist

### 20. Jahrhundert

#### 1901–1950
- 1909: Frederic Remington US-amerikanischer Maler, Illustrator und Bildhauer, bekannt durch seine Darstellung des Wilden Westens
- 1913: Hans von Specht, deutsch-US-amerikanischer Offizier und Farmer, Fuhrmann und Postmeister
- 1917: Friedrich Lange, deutscher Journalist und Politiker
- 1918: Wassili Wassiljewitsch Andrejew, russischer Balalaikavirtuose, Orchesterleiter und Komponist
- 1918: Alfonso Chicherio-Sereni, Schweizer Bankier und Politiker
- 1918: Karl Elsener, Schweizer Messerschmied, Unternehmer und Politiker
- 1919: William Ruffin Cox, US-amerikanischer General
- 1923: Dietrich Eckart, deutscher Journalist und Verleger, früher Anhänger des Nationalsozialismus und Ideengeber Adolf Hitlers
- 1923: Georg Frentzen, deutscher Architekt und Hochschullehrer
- 1925: Georg Thieme, deutscher Verleger
- 1926: Howard MacNutt, US-amerikanischer Bahai und Jünger Abdu’l Bahas
- 1929: Giuseppe Gamba, italienischer Geistlicher, Erzbischof von Turin und Kardinal
- 1931: Melvil Dewey, US-amerikanischer Bibliothekar
- 1933: Meinrad Lienert, Schweizer Mundart- und Heimatdichter
- 1933: Anatoli Wassiljewitsch Lunatscharski, sowjetischer Volkskommissar für das Bildungswesen
- 1934: John Emory Andrus, US-amerikanischer Politiker, Mitglied des Repräsentantenhauses
- 1936: Adolf Arenson, deutscher Komponist, Theosoph und Anthroposoph
- 1936: Auguste Gampert, Schweizer evangelischer Geistlicher und Hochschullehrer
- 1938: Max Eckert-Greifendorff, deutscher Geograph
- 1941: Frances Hardcastle, britische Mathematikerin und Frauenrechtlerin
- 1942: Frank Dawson Adams, kanadischer Geologe
- 1944: Elzéar Hamel, kanadischer Schauspieler
- 1944: Ernst Kapff, deutscher Schriftsteller, Reformpädagoge und Archäologe
- 1945: Duy Tân, elfter Kaiser der vietnamesischen Nguyễn-Dynastie

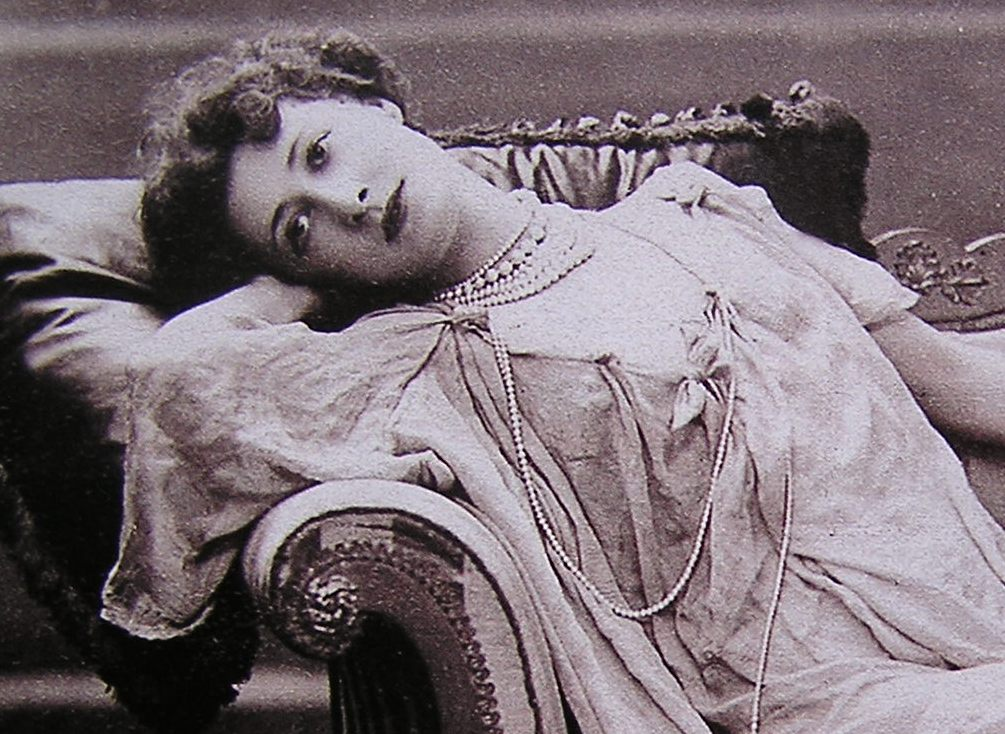
Liane de Pougy († 1950)

- 1946: Franjo Bučar, kroatischer Schriftsteller und Sportfunktionär, Vater des olympischen Sports in Kroatien
- 1947: Hans Beyth, jüdischer Zionist und Leiter der Kinder- und Jugend-Alijah
- 1950: Liane de Pougy, französische Ballett-Tänzerin und Schriftstellerin

#### 1951–2000
- 1955: Hans Mierendorff, deutscher Schauspieler
- 1956: Preston Tucker, US-amerikanischer Autodesigner
- 1957: Artur Malawski, polnischer Komponist, Pädagoge und Dirigent
- 1957: Jury Sabaleuski, belarussischer Publizist, Politiker und Aktivist
- 1958: Éva Gauthier, kanadische Sängerin
- 1960ː Antonie Jaeckel, deutsche Schauspielerin
- 1966: Noël Gallon, französischer Komponist und Kompositionslehrer
- 1966: Kim Peacock, britischer Schauspieler, Hörspielsprecher und Drehbuchautor
- 1966: Guillermo Stábile, argentinischer Fußballspieler
- 1968: Roger Hellot, französischer Automobilrennfahrer
- 1969: Jiří Šlitr, tschechischer Liedermacher, Komponist, Pianist, Sänger, Schauspieler, Zeichner und Graphiker
- 1969: Louise de Vilmorin, französische Schriftstellerin
- 1970: Lillian Board, britische Leichtathletin
- 1972: Frank Curtis, britischer Automobilrennfahrer

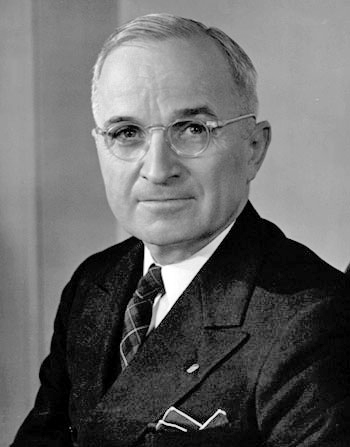
Harry S. Truman († 1972)

- 1972: Harry S. Truman, US-amerikanischer Politiker, Senator, Vize- und Staatspräsident
- 1974: Farid el Atrache, syrisch-ägyptischer Sänger, Komponist und Schauspieler
- 1974: Jack Benny, US-amerikanischer Fernsehmoderator
- 1974: Frank Hussey, US-amerikanischer Leichtathlet, Olympiasieger
- 1974: Knudåge Riisager, dänischer Komponist
- 1976: Gottfried Hermann, österreichischer Turner
- 1976ː Käthe Münzer, deutsche Malerin
- 1977: Henk Angenent, niederländischer Fußballspieler
- 1977: Howard Hawks, US-amerikanischer Regisseur
- 1977: Ivan Řezáč, tschechischer Komponist
- 1978: Fritz Büchtger, deutscher Komponist
- 1979: Karl Hubbuch, deutscher Akademieprofessor, Zeichner und Maler
- 1979: Olga Iliwicka-Dąbrowska, polnische Pianistin und Musikpädagogin
- 1981: Clemens Hesemann, deutscher Politiker und Landwirtschaftsfunktionär, MdL, MdB,
- 1982: Johann Blankemeyer, deutscher Politiker, MdR
- 1982: Maxi Böhm, österreichischer Schauspieler
- 1984: Franz Arnold, Schweizer Politiker, Nationalrat
- 1985: Margarete Schön, deutsche Schauspielerin
- 1986: Elsa Lanchester, britische Schauspielerin
- 1986: Herwig Walter, deutscher Schauspieler
- 1987: Kurt Birrenbach, deutscher Politiker, MdB
- 1987: Fritz Schachermeyr, österreichischer Althistoriker
- 1988: John Loder, britisch-US-amerikanischer Schauspieler
- 1989: Lennox Berkeley, englischer Komponist
- 1989: Josef de Vries, deutscher Jesuit und Philosoph
- 1992: Jan Flinterman, niederländischer Automobilrennfahrer
- 1992: Sigríður Hagalín, isländische Schauspielerin
- 1993: Ray Bray, US-amerikanischer American-Football-Spieler
- 1993: Erkki Savolainen, finnischer Boxer
- 1994: Reinhart Berger, deutscher Verwaltungsjurist
- 1994: Sylva Koscina, italienische Schauspielerin jugoslawischer Herkunft
- 1994: Pietro Pavan, italienischer Theologe, Kardinal

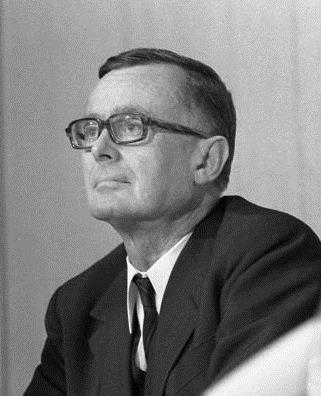
Karl Schiller († 1994)

- 1994: Karl Schiller, deutscher Wirtschaftspolitiker, MdL, Landesminister, MdB, Bundesminister
- 1997: Cahit Arf, türkischer Mathematiker
- 1997: Auguste Bruckner, Schweizer Klassische Archäologin
- 1998: Rudolf Eberhard, deutscher Politiker, MdL
- 1998: Reinhard Schober, deutscher Forstwissenschaftler
- 1999: Shankar Dayal Sharma, indischer Gelehrter und Politiker, Staatspräsident
- 1999: Curtis Mayfield, US-amerikanischer Soul-Musiker
- 2000: Paul Kont, österreichischer Komponist
- 2000: Jason Robards, US-amerikanischer Schauspieler

### 21. Jahrhundert
- 2001: Nigel Hawthorne, britischer Schauspieler
- 2002: Horst Heinrich, deutscher Politiker, MdL
- 2002: Herb Ritts, US-amerikanischer Fotograf
- 2004: Manuela Brandenstein, deutsche Autorin und Schauspielerin
- 2004: Otto Marchi, Schweizer Schriftsteller und Journalist
- 2004: Ishigaki Rin, japanische Dichterin
- 2004: Aki Sirkesalo, finnischer Musiker und Fernsehmoderator
- 2004: Are Storstein, norwegischer Schauspieler, Drehbuchautor, Filmregisseur und Musiker
- 2004: Mieszko Talarczyk, schwedischer Musiker
- 2004: Reggie White, US-amerikanischer American-Football-Spieler
- 2004: Robert Whymant, britischer Journalist und Autor
- 2005: Kerry Packer, australischer Medienunternehmer
- 2005: John Peter Moore, britischer Privatsekretär, Manager, Verleger und Abenteurer
- 2005: Vincent Schiavelli, US-amerikanischer Schauspieler
- 2005: Erich Topp, deutscher Marineoffizier
- 2006: Chris Brown, US-amerikanischer Baseballspieler
- 2006: Gerald Ford, US-amerikanischer Politiker, Mitglied des Repräsentantenhauses, Staatspräsident

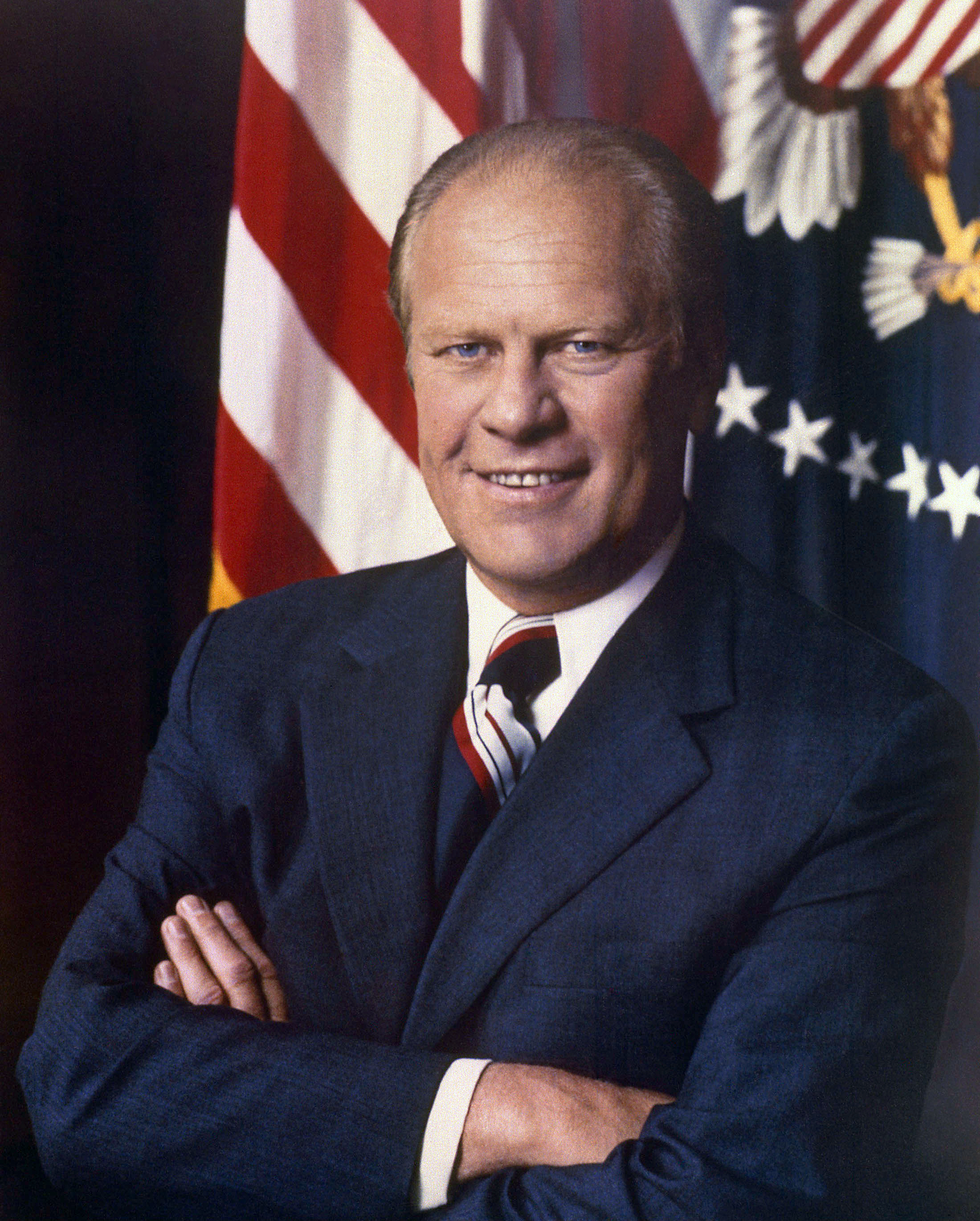
Gerald Ford († 2006)

- 2006: Wolfgang Ruge, deutscher Historiker
- 2006: Ivar Formo, norwegischer Skilangläufer, Olympiasieger
- 2006: John Heath-Stubbs, britischer Dichter und Übersetzer
- 2007: Raúl Bernao, argentinischer Fußballspieler
- 2007: Les Humphries, britischer Popmusiker
- 2009: Dennis Brutus, südafrikanischer Dichter
- 2009: Giuseppe Chiappella, italienischer Fußballspieler und -trainer
- 2009: Yves Rocher, französischer Industrieller
- 2009: Peer Schmidt, deutscher Historiker
- 2010: Salvador Jorge Blanco, dominikanischer Politiker, Staatspräsident
- 2010: Teena Marie, US-amerikanische Sängerin und Gitarristin, Komponistin und Produzentin
- 2011: Kennan Adeang, nauruischer Politiker, Staatspräsident
- 2011: Pedro Armendáriz junior, mexikanischer Schauspieler
- 2011: James Rizzi, US-amerikanischer Künstler
- 2012: Gerry Anderson, britischer Marionettenkünstler und Filmemacher
- 2012: Fontella Bass, US-amerikanische R&B- und Soul-Sängerin, Pianistin und Komponistin
- 2012ː Annelie Thorndike, deutsche Dokumentarfilmerin, bedeutende Dokumentaristin der DDR

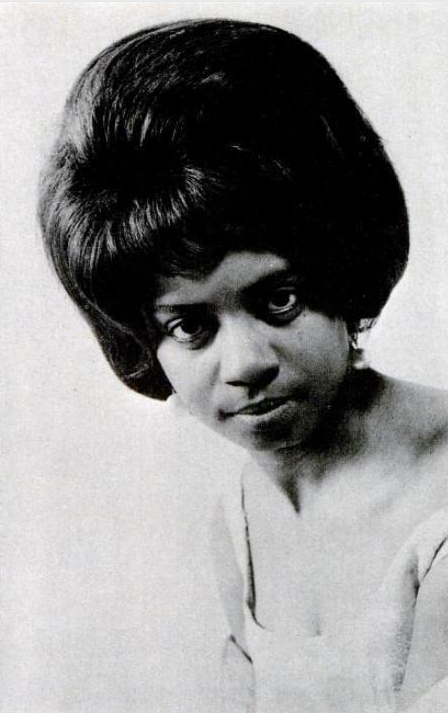
Fontella Bass († 2012)

- 2013: Nag Ansorge, Schweizer Animationsfilmer
- 2013: Albino Aroso, portugiesischer Arzt und Politiker
- 2013: Marta Eggerth, ungarische Operettensängerin und Schauspielerin
- 2014: Leo Tindemans, belgischer Politiker, Premierminister, MdEP, Minister
- 2017: Gerd Cintl, deutscher Ruderer und Olympiasieger
- 2017: Gerd Hennig, deutscher Fußballschiedsrichter
- 2017: Hans Saner, Schweizer Philosoph
- 2018: Roy Jay Glauber, US-amerikanischer Physiker, Nobelpreisträger
- 2019: Hans-Jörg Criens, deutscher Fußballspieler
- 2019: Jerry Herman, US-amerikanischer Komponist
- 2019: Sue Lyon, US-amerikanische Schauspielerin
- 2020: Brodie Lee, US-amerikanischer Wrestler
- 2020: Horst Zingraf, deutscher Fußballspieler
- 2021: Karolos Papoulias, griechischer Politiker
- 2021: Desmond Tutu, südafrikanischer Bischof und Friedensnobelpreisträger
- 2021: Edward O. Wilson, US-amerikanischer Entomologe und Biologe
- 2021: Barclay Wade, australischer Ruderer
- 2022: Horst Ebenhöh, österreichischer Komponist und Musikerzieher
- 2022: No Kum-sok, nordkoreanisch-US-amerikanischer Kampfpilot und Deserteur
- 2022: Munīra al-Qubaisī, syrische Islam-Gelehrte und Predigerin, Gründerin der Bildungsbewegung Qubaisīyāt
- 2023: Elsa Lystad, norwegische Schauspielerin und Komikerin
- 2023: Wolfgang Schäuble, deutscher Politiker, MdB, mehrfacher Bundesminister, CDU-Parteivorsitzender, Bundestagspräsident

## Feier- und Gedenktage
- Kirchliche Gedenktage
  - Stephanitag (katholisch, anglikanisch, altkatholisch, evangelisch)
  - Zweiter Weihnachtsfeiertag
  - Dionysius (Bischof von Rom)
- Brauchtum
  - Vereinigte Staaten: Kwanzaa (seit 1966)
  - Commonwealth: häufig Boxing Day

Weitere Einträge enthält die Liste von Gedenk- und Aktionstagen.